# Список городов Альберты

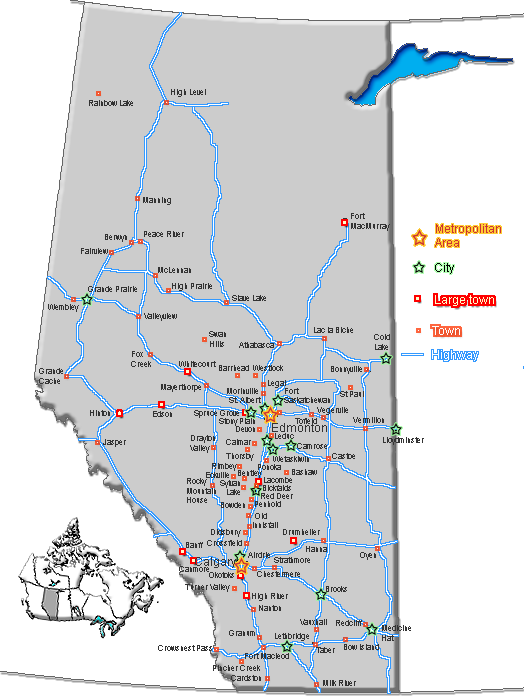
Распределение городов в Альберте

В Канаде существует особая классификация населённых пунктов, в основном характеризующаяся двуязычной англо-французской терминологией и наличием нескольких терминов (чаще всего на английском языке) для обозначения понятий, которые в российской терминологии обозначаются одним термином.
Российское понятие «город» включает в себя англоканадские понятия «city» и «town». При этом «town», по сути, эквивалентен исключительно российскому термину «посёлок городского типа», который не может применяться в отношении канадских населённых пунктов. В связи с этим русский термин «город» распространяется и на английский термин «town». Во франкоканадской терминологии, как и в русской, эти два английских понятия объединяются в понятие «ville».
Город (крупный город, англ. city) — высший статус организованных городских муниципалитетов, существующий в канадской провинции Альберта. Этот статус соответствует российскому статусу города. Муниципалитет в Альберте может получить статус крупного города, если численность его населения достигает 10 000 человек, большинство зданий расположено на участках земли площадью менее 1850 м², и его власти обращаются в Министерство муниципальных дел Альберты (Alberta Municipal Affairs) с заявлением о придании ему статуса крупного города в соответствии с Законом о муниципальном управлении (Municipal Goverment Act). Заявления на городской статус удовлетворяются посредством указов лейтенант-губернатора в Совете по рекомендации министра муниципальных дел.
Город (малый город, англ. town) — обычный статус организованных городских муниципалитетов, существующий в провинции Альберта. Этот статус примерно соответствует российскому посёлку городского типа. Муниципалитет в Альберте получает статус малого города, когда численность его населения достигает 1000 человек, большинство зданий расположено на участках земли площадью менее 1850 м², и его власти обращаются в Министерство муниципальных дел с заявлением, аналогичным описанному выше, которое удовлетворяется в таком же порядке, как и в случае с крупным городом.
Когда численность населения небольшого городка превышает 10 000 человек, совет может подать заявление на повышение городского статуса, но это организационное изменение проводить необязательно. Городки, численность населения которых упала ниже 1000 чел. уже после получения статуса муниципалитета, могут оставить свой статус без изменения.
Итого в Альберте расположено 125 городов (17 с высшим статусом и 108 с обычным), совокупная численность населения которых составляет 2 835 688 чел. (2 394 041 чел. в крупных городах без саскачеванской части Ллойдминстера и 441 647 чел. — в небольших), а средняя численность населения — 22 686 чел. (140 826 и 4089 чел., соответственно). Крупнейшими и наименьшими по численности населения из двух типов городов являются города Калгари (1 071 515 чел.) и Лаком (11 733 чел.) и городские муниципалитеты Окотокс (23 201 чел.) и Грэнум (445 чел.), соответственно.
Управление всеми городами осуществляется 863 избираемыми чиновниками городского самоуправления (143 в крупных и 720 в небольших городах): 125 мэрами (17 мэрами крупных и 108 мэрами небольших городов) и 738 членами советов (126 в крупных и 612 в небольших городах).
Наиболее урбанизированным участком Альберты является коридор Калгари-Эдмонтон протяжённостью около 300 км с юга на север.
Наиболее плотно города с высшим статусом расположены в Столичной области Эдмонтон (Ледюк, Сент-Альберт, Спрус-Гров, Форт-Саскачеван и Эдмонтон) и чуть юго-восточнее её (Камроз и Уэтаскивин). В области Калгари находится два крупных города (Калгари и Эрдри). Больше всего городов с обычным городским статусом расположено в коридоре вдоль магистрали Королевы Елизаветы II/магистрали 2A между Калгари и Эдмонтоном, включая (с юга на север) Кроссфилд, Карстэрс, Дидсбери, Олдс, Боуден, Иннисфейл, Пенхолд, Блэкфолдс, Поноку и Миллет.

## Управление
Согласно разделу 1 части 5 Закона о городском управлении (ЗГУ), каждый муниципалитет, созданный в соответствии с ЗГУ, управляется советом. ЗГУ устанавливает, что городской совет должен состоять из нечётного числа членов, один из которых становится главным выборным лицом (ГВЛ) города, или мэром. Городской совет по умолчанию состоит из семи членов, но их число может варьироваться, если совет изменит свою численность собственным постановлением (но число членов всегда должно быть нечётным и не менее трёх человек). В 2010—2013 в 90 небольших городах будет по семеро членов, а в 18 — по пятеро.
Городские советы управляются мэрами, избираемыми от всего города, и чётным числом членов, чтобы их общее число оставалось нечётным во избежание равенства голосов. Городской совет может организовать систему районов, в каждом из которых будет избираться равное число его членов. Чтобы быть избранным советником от района, кандидат должен проживать на территории этого муниципалитета. Если система районов не введена, члены совета избираются всем городом, как и мэр.
Все городские советники избираются народным голосованием на основании Закона о выборах в муниципальные учреждения (ЗВМУ). Кандидаты в мэры или члены совета должны проживать в своём муниципалитете не менее шести месяцев подряд до дня своего назначения. Следующие муниципальные выборы пройдут в 2013 одновременно во всех городах, за исключением пограничного города Ллойдминстера. Ллойдминстерские выборы проходят в день саскачеванских муниципальных выборов.
Координированием всех уровней местных властей занимается Министерство городских дел кабинета министров Альберты.
К административным функциям городов относятся общественная безопасность, внутригородской коммунальный транспорт, дороги, водоснабжение, канализация и вывоз отходов, а также координирование вопросов инфраструктуры с провинциальными и областными властями (вопросы дорожного строительства, образования и здравоохранения).

## Список городов с высшим статусом

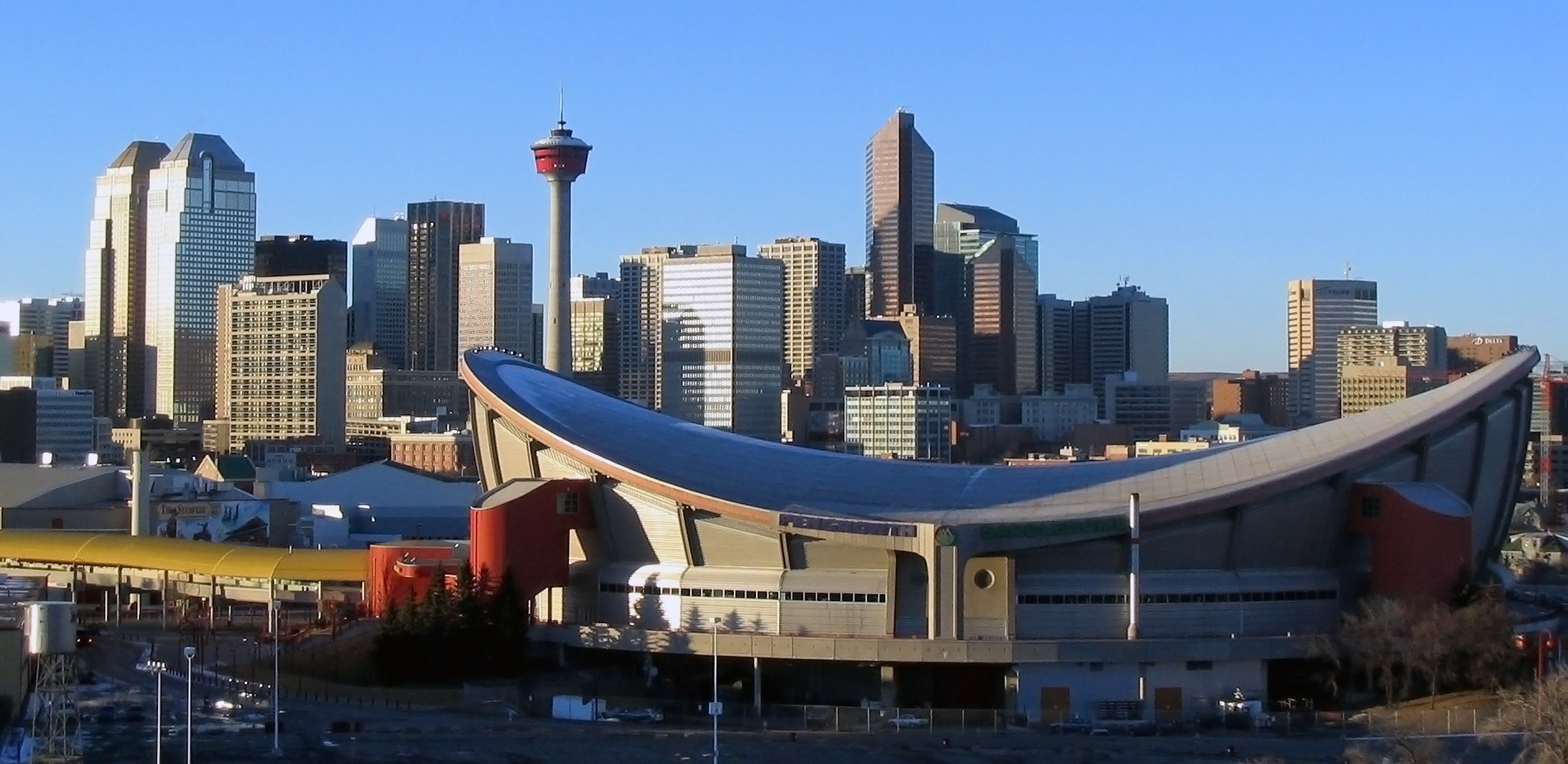
Калгари

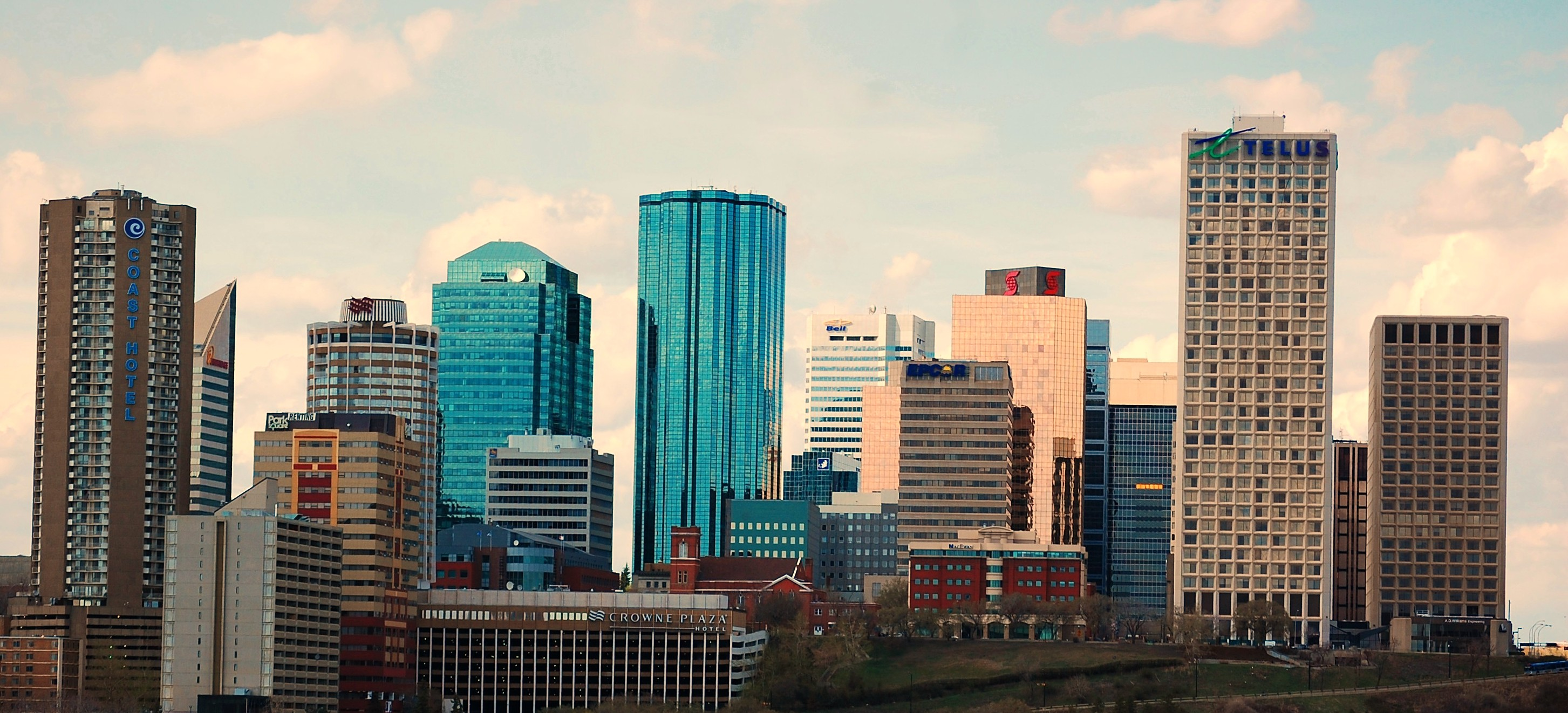
Эдмонтон

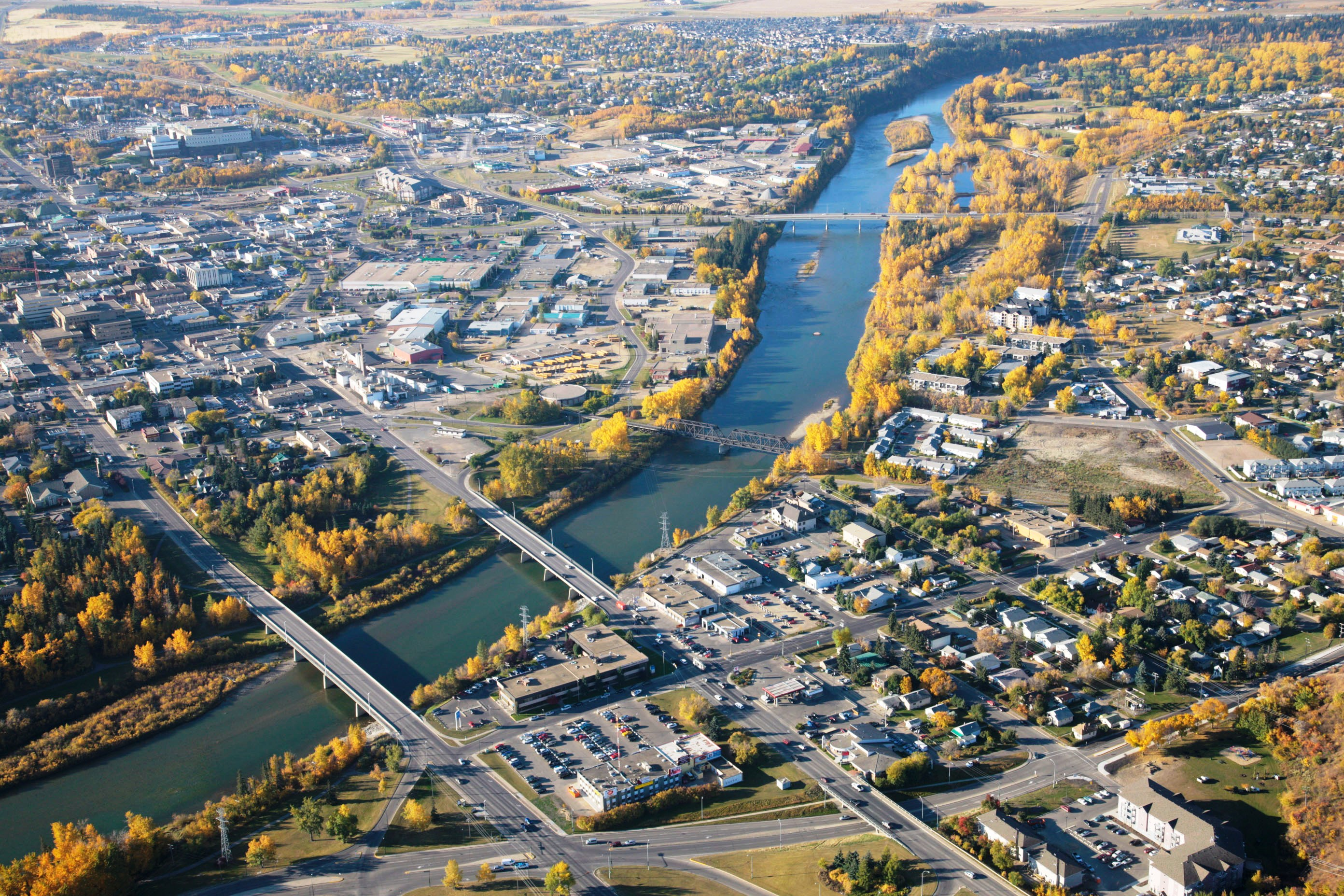
Ред-Дир

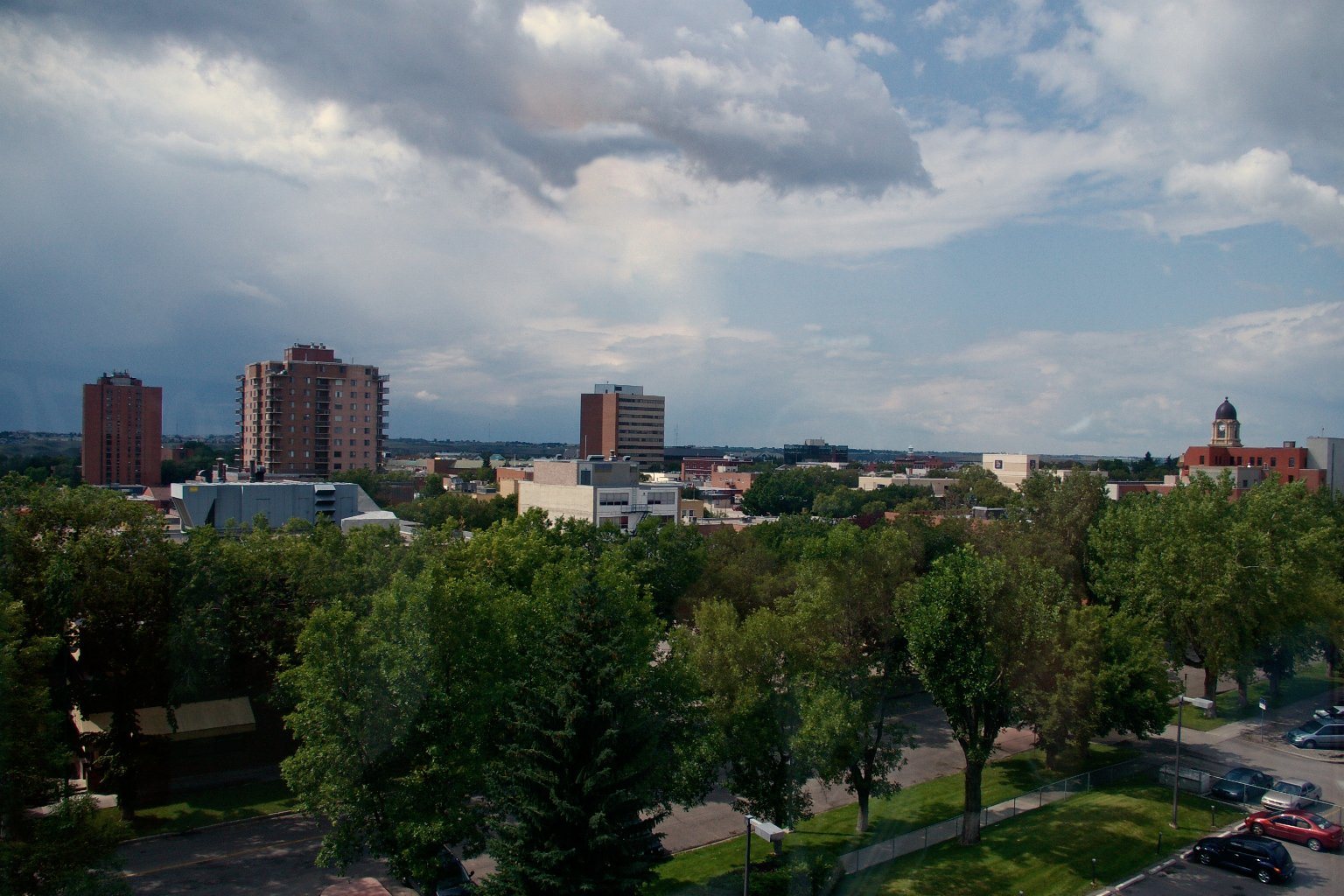
Летбридж

| Город           | Высший статус с | Число советников | Область                    | Площадь (км², 2008) | Население | Год переписи |
| --------------- | --------------- | ---------------- | -------------------------- | ------------------- | --------- | ------------ |
| Брукс           | 1 сентября 2005 | 7                | Южная Альберта             | 38                  | 13 581    | 2007         |
| Гранд-Прери     | 1 января 1958   | 9                | Северная Альберта          | 73                  | 50 227    | 2007         |
| Калгари         | 1 января 1894   | 15               | Калгари                    | 848                 | 1 071 515 | 2010         |
| Камроз          | 1 января 1955   | 9                | Центральная Альберта       | 32                  | 16 543    | 2008         |
| Колд-Лейк       | 1 октября 2000  | 7                | Центральная Альберта       | 60                  | 13 924    | 2009         |
| Лаком           | 5 сентября 2010 | 7                | Центральная Альберта       | 18                  | 11 733    | 2009         |
| Ледюк           | 1 сентября 1983 | 7                | Столичная область Эдмонтон | 38                  | 23 293    | 2010         |
| Летбридж        | 9 мая 1906      | 9                | Южная Альберта             | 124                 | 86 659    | 2010         |
| Ллойдминстер    | 1 января 1958   | 7                | Центральная Альберта       | 42                  | 26 502    | 2009         |
| Медисин-Хат     | 9 мая 1906      | 9                | Южная Альберта             | 120                 | 61 097    | 2009         |
| Ред-Дир         | 25 марта 1913   | 9                | Центральная Альберта       | 76                  | 90 084    | 2010         |
| Сент-Альберт    | 1 января 1977   | 7                | Столичная область Эдмонтон | 50                  | 60 138    | 2010         |
| Спрус-Гров      | 1 марта 1986    | 7                | Столичная область Эдмонтон | 32                  | 24 646    | 2010         |
| Уэтаскивин      | 9 мая 1906      | 7                | Центральная Альберта       | 17                  | 12 285    | 2009         |
| Форт-Саскачеван | 1 июля 1985     | 7                | Столичная область Эдмонтон | 48                  | 18 653    | 2010         |
| Эдмонтон        | 8 октября 1904  | 13               | Столичная область Эдмонтон | 700                 | 782 439   | 2009         |
| Эрдри           | 1 января 1985   | 7                | Калгари                    | 34                  | 39 822    | 2010         |

## Список городов с обычным статусом

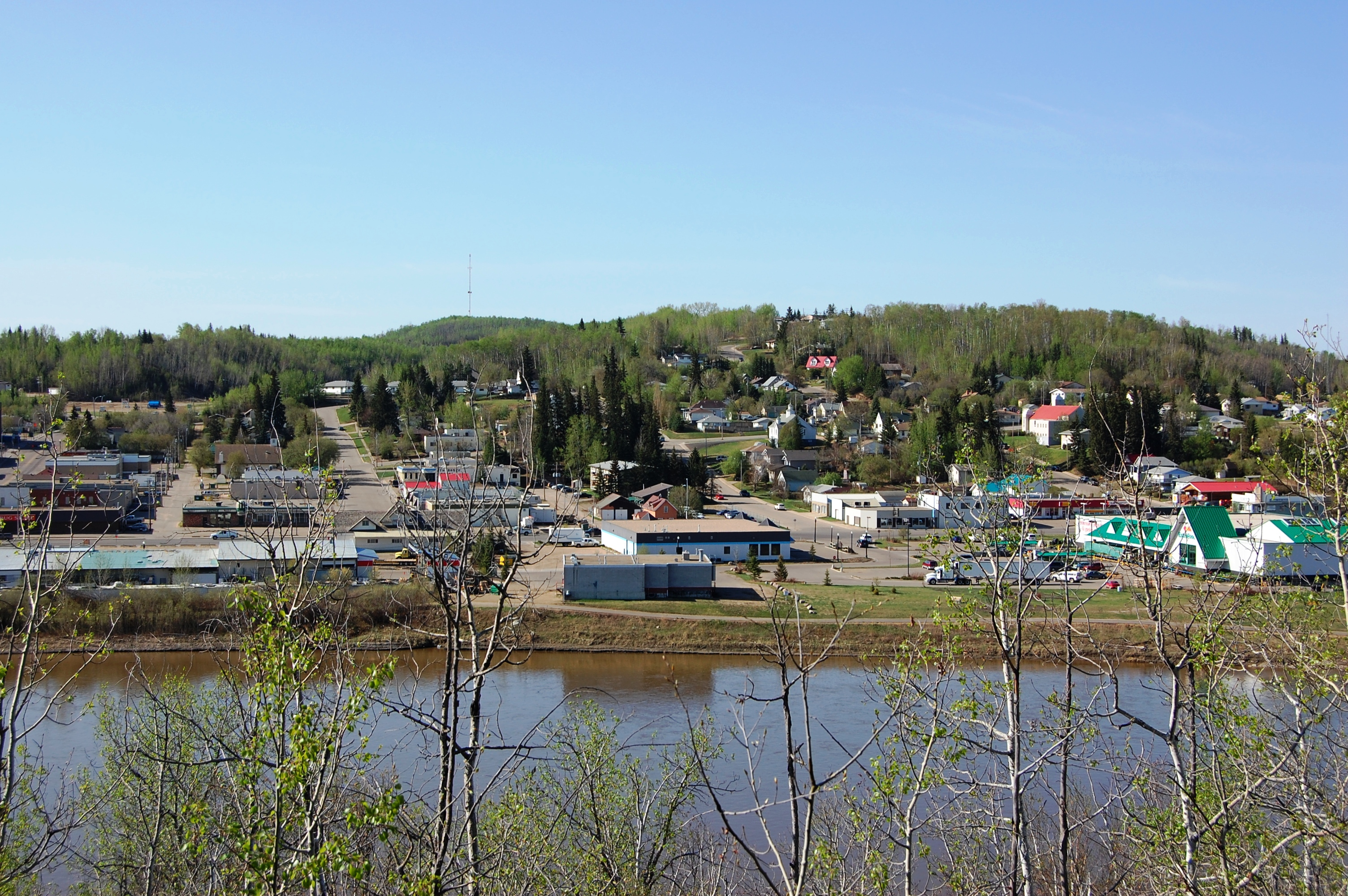
Атабаска

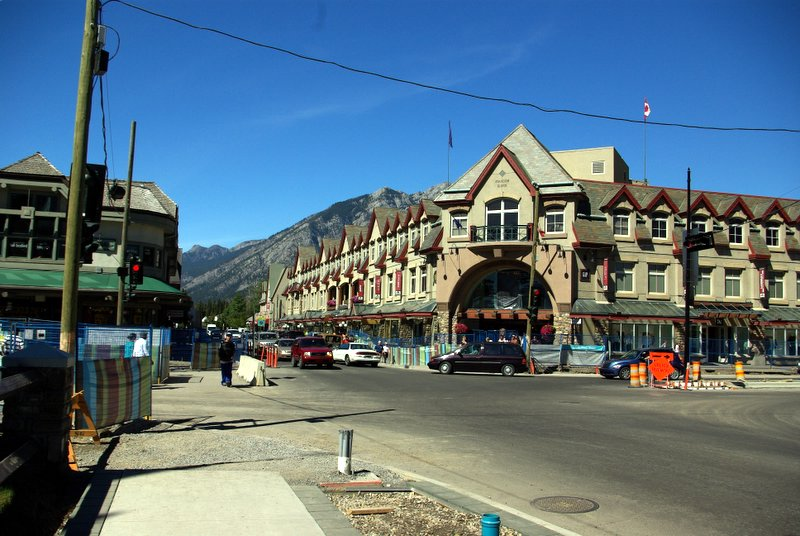
Банф

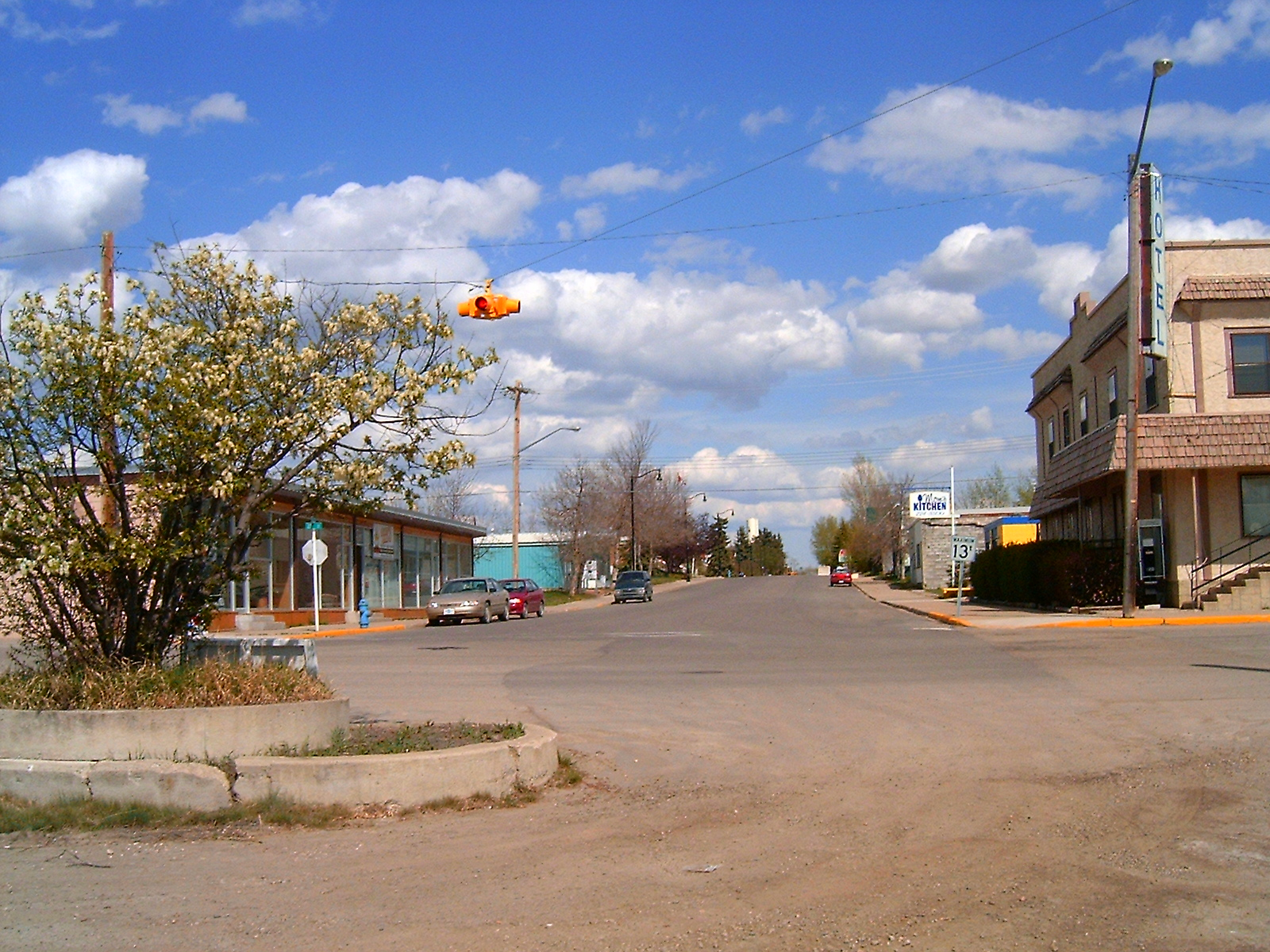
Боуден

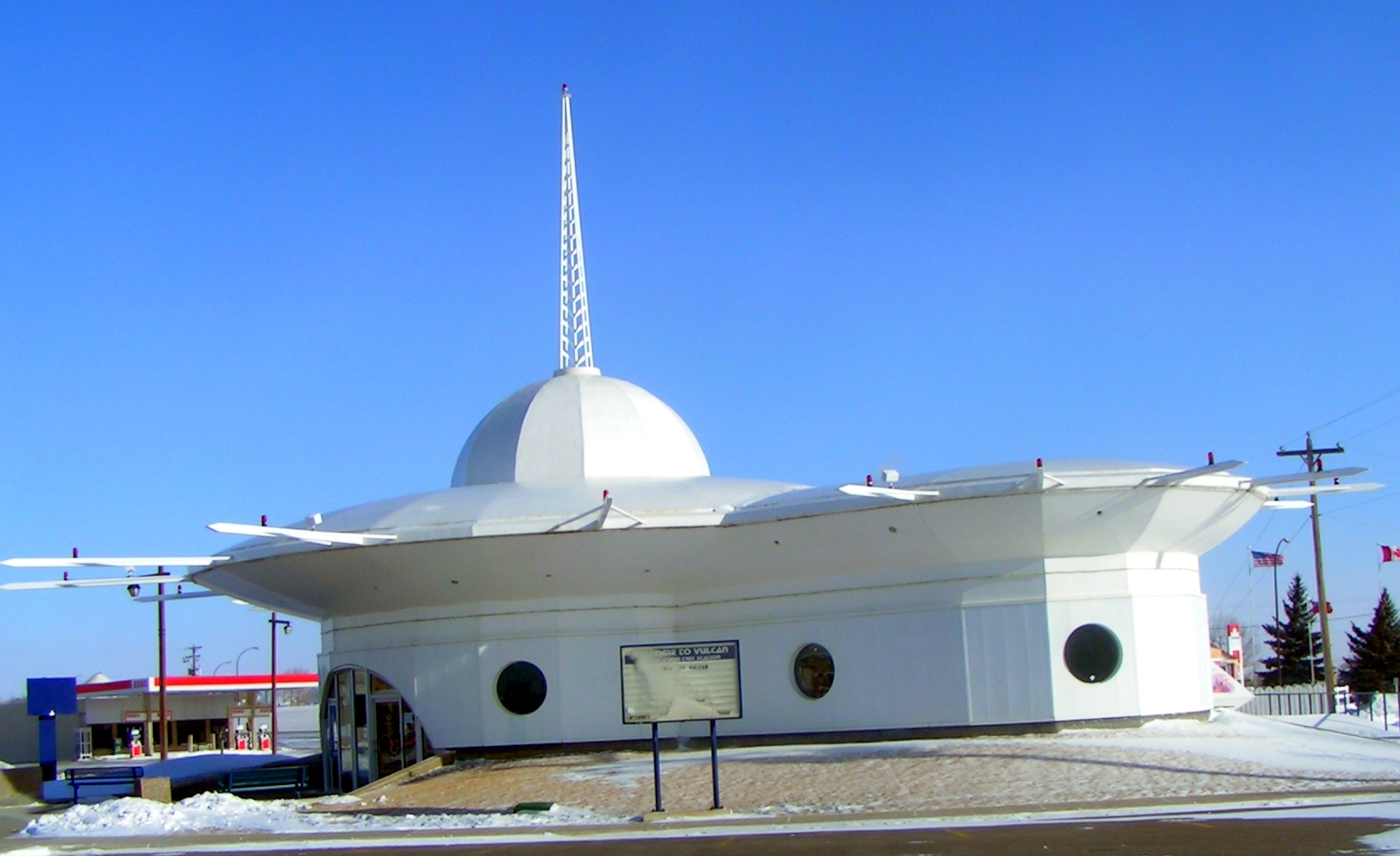
Валкан

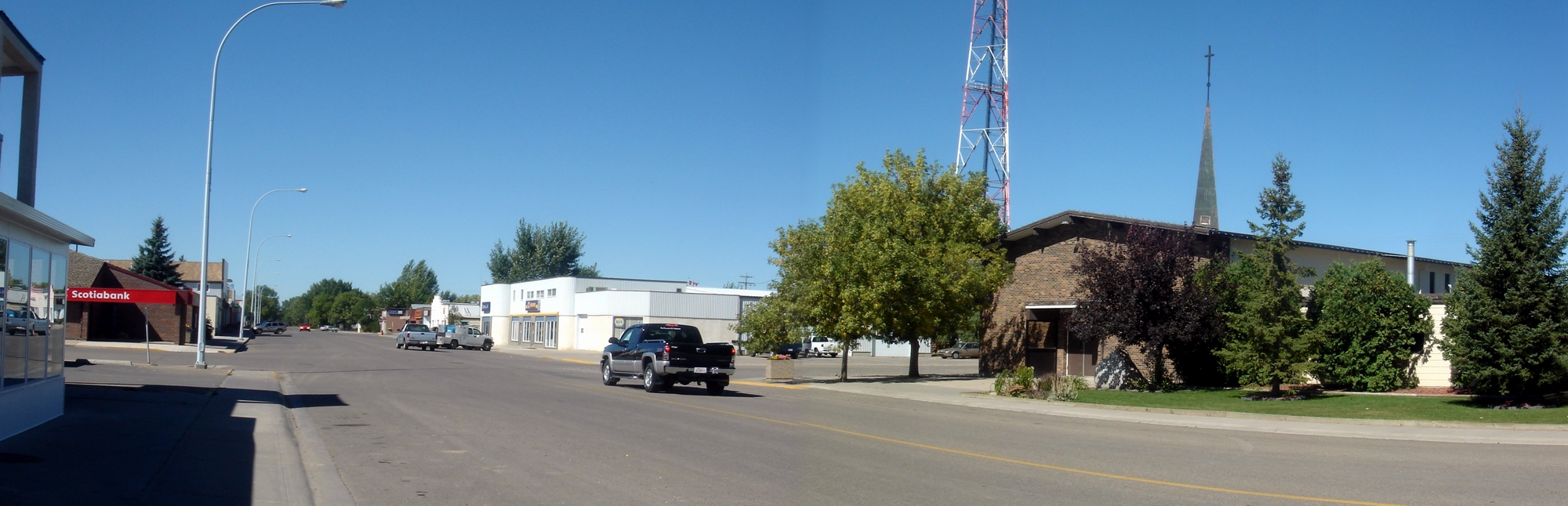
Воксхолл

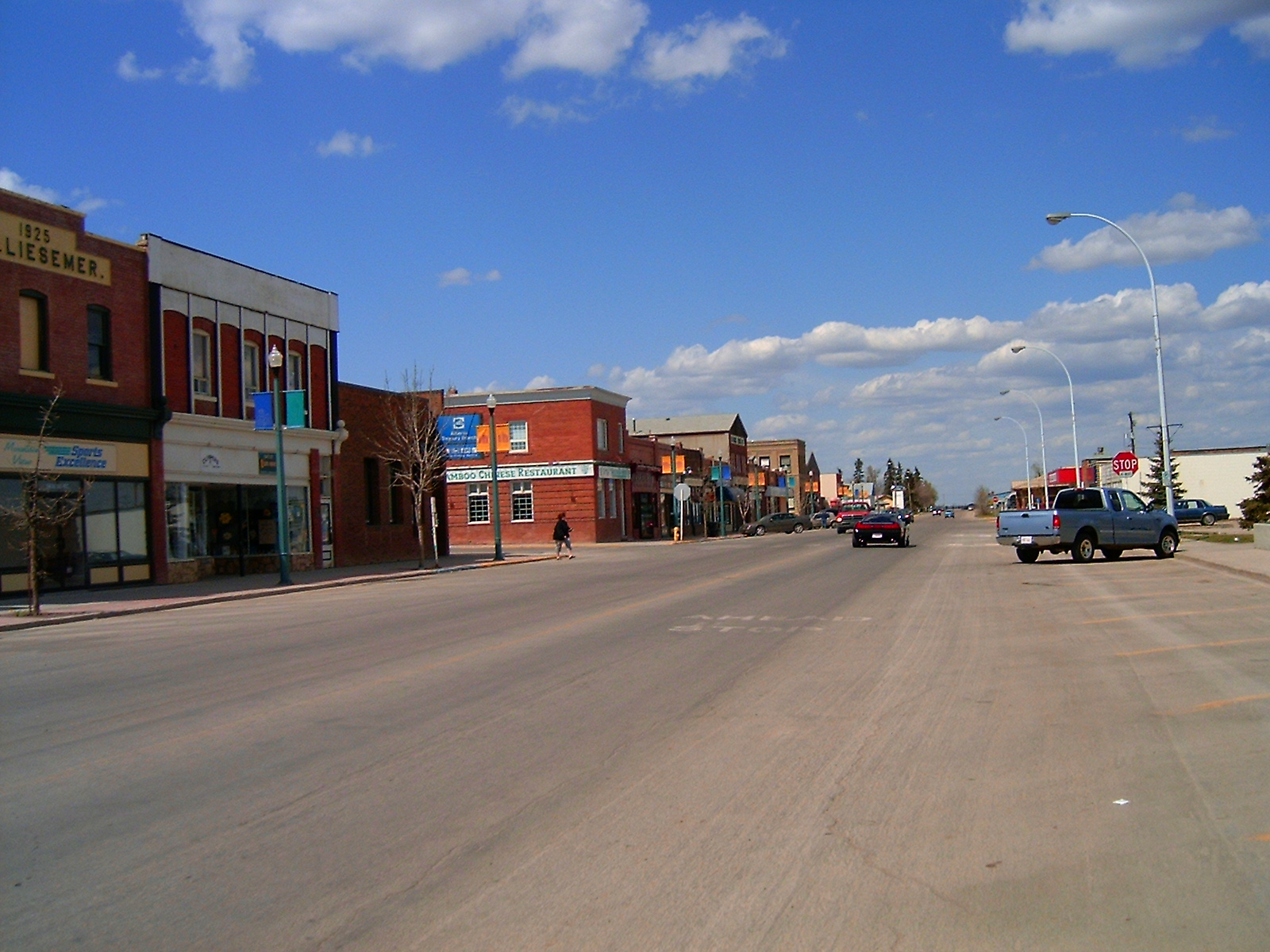
Дидсбери

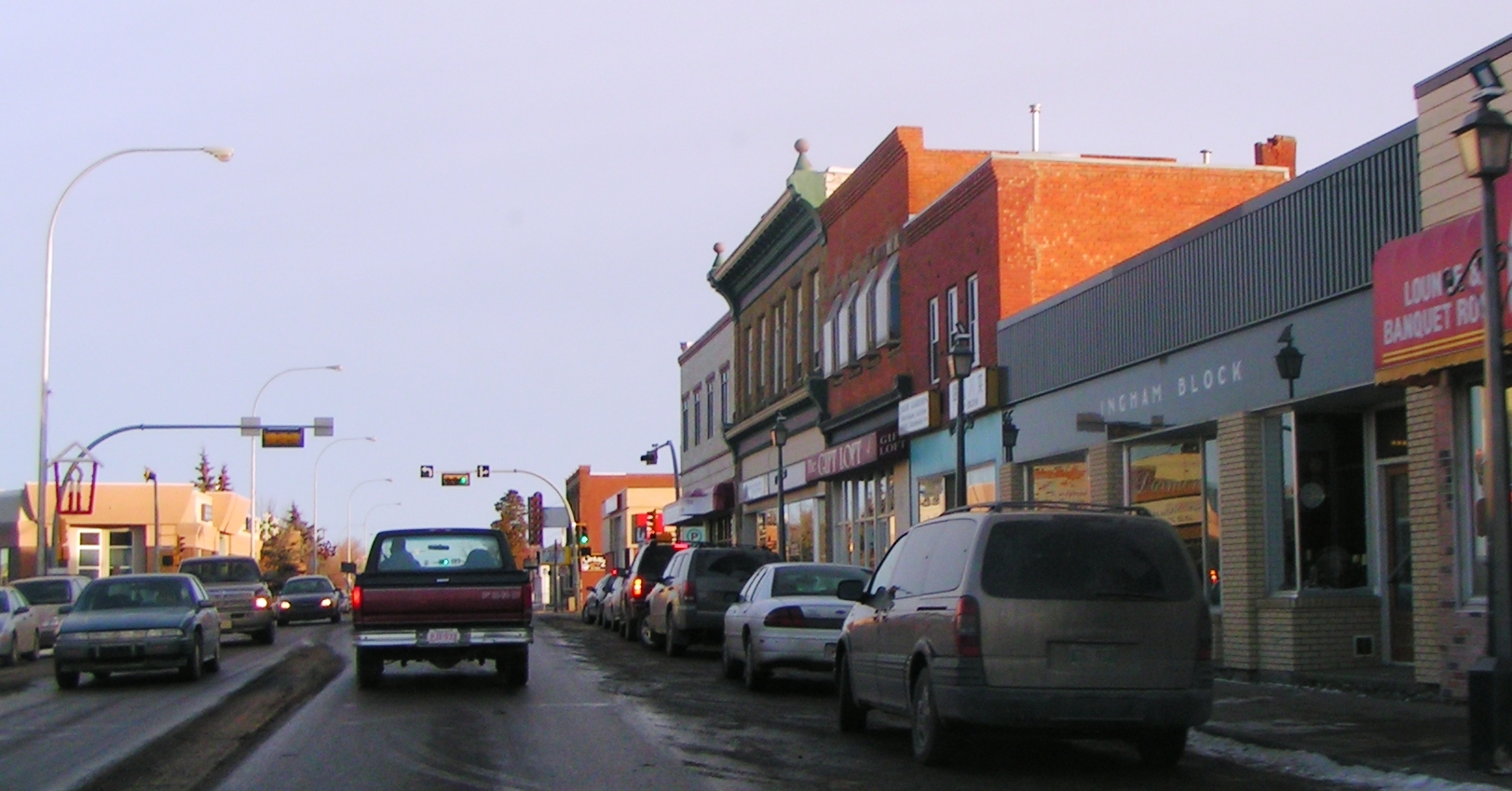
Иннисфейл

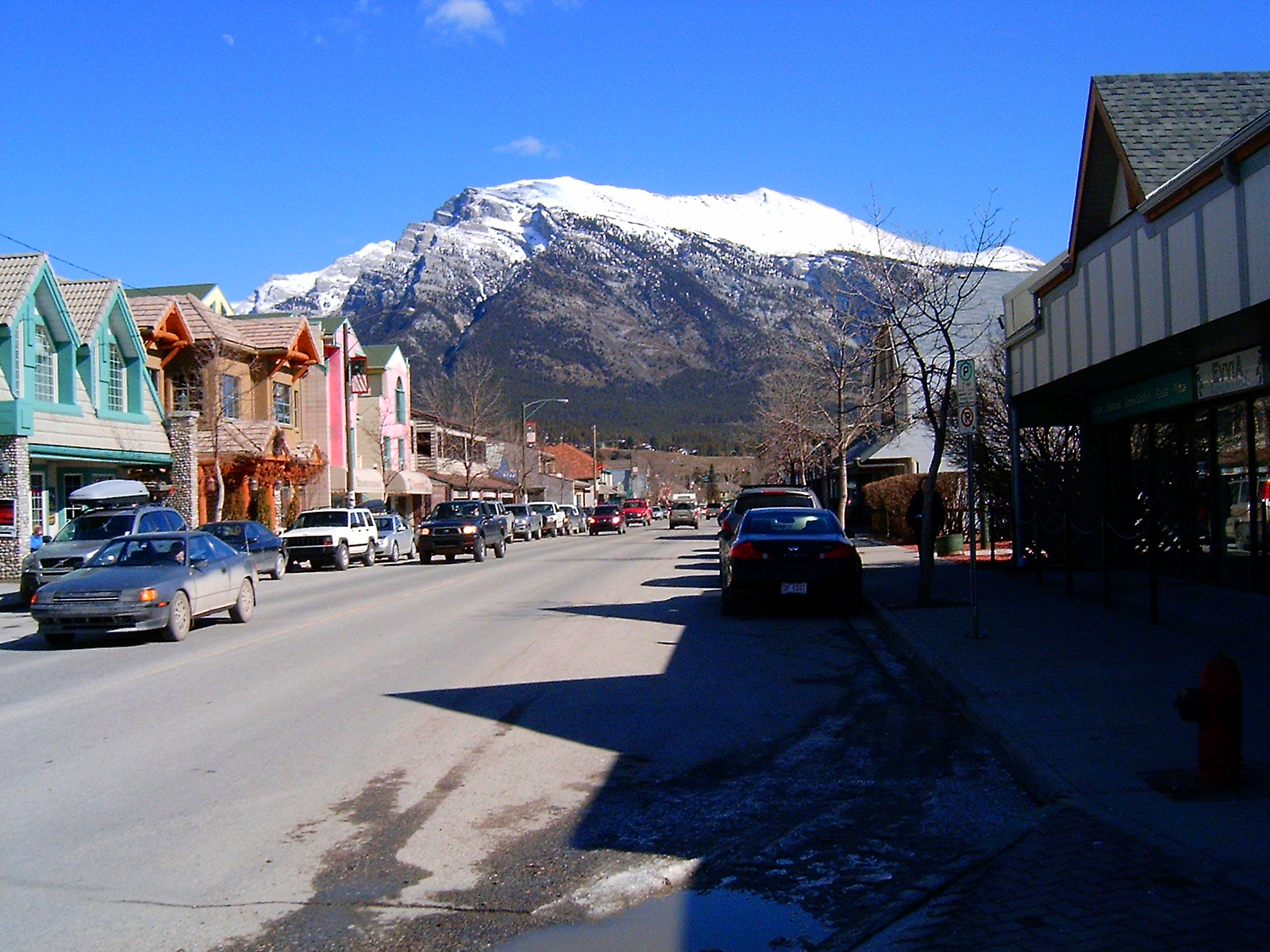
Канмор

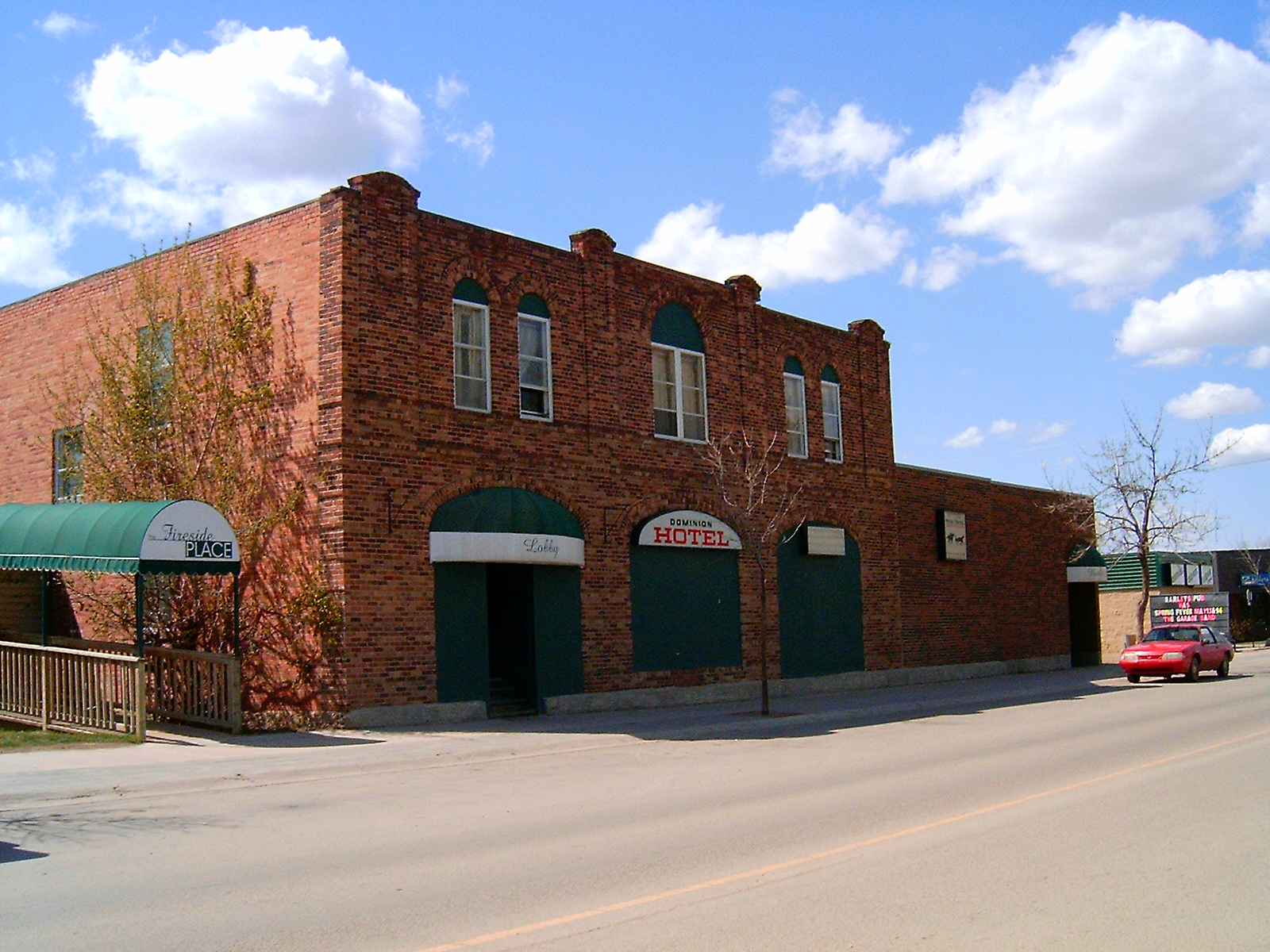
Карстэрс

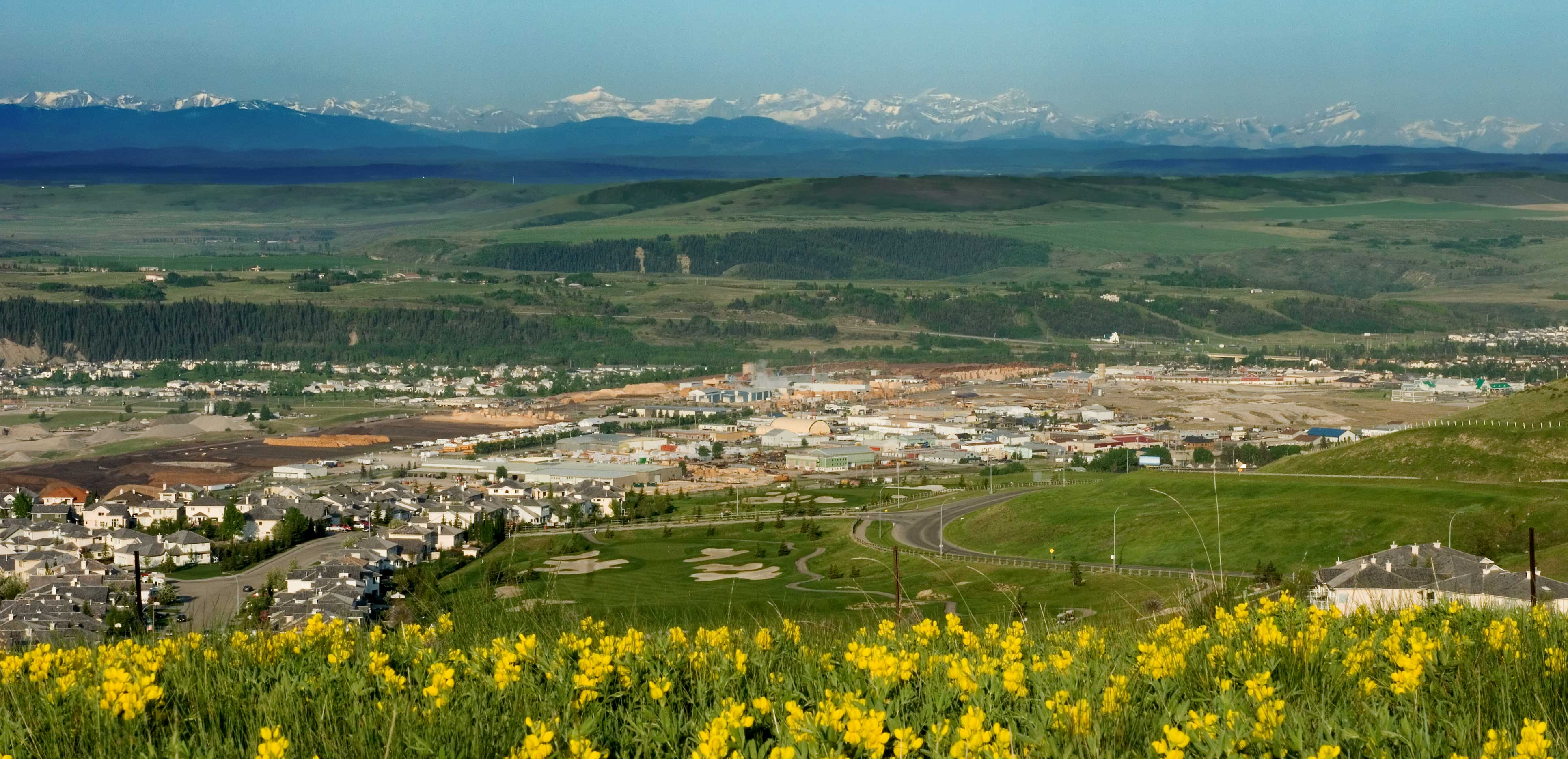
Кокран

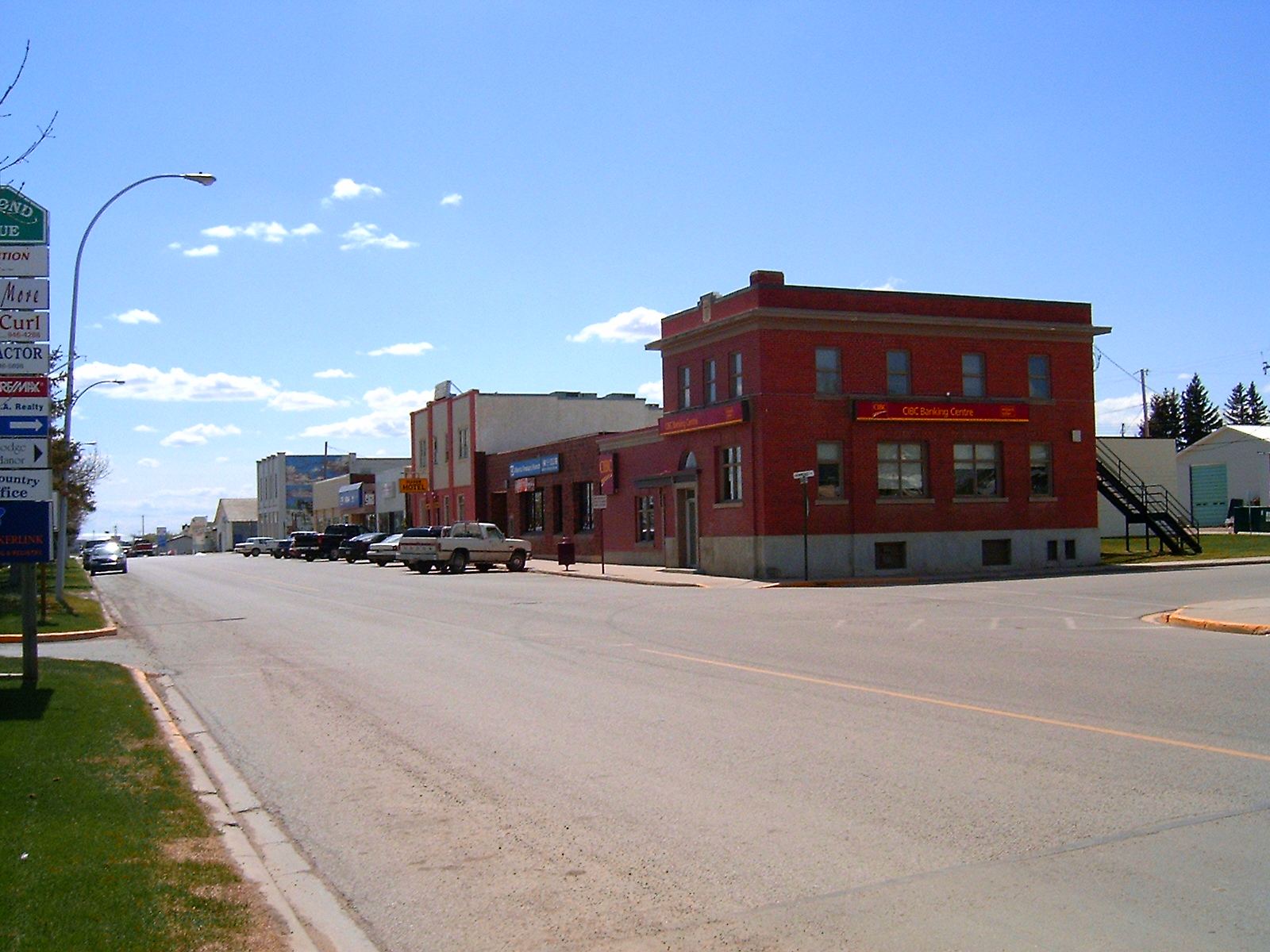
Кроссфилд

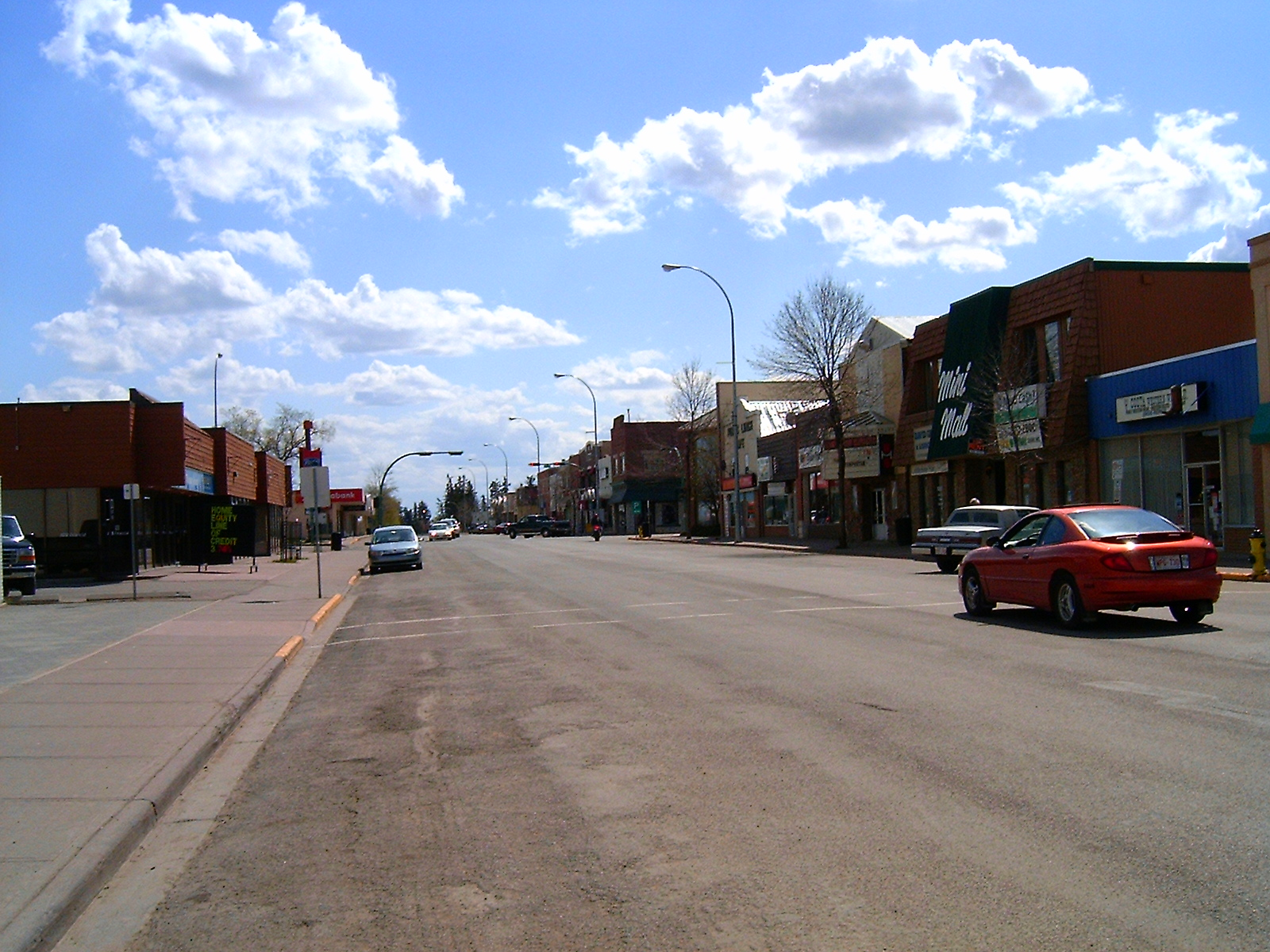
Олдс

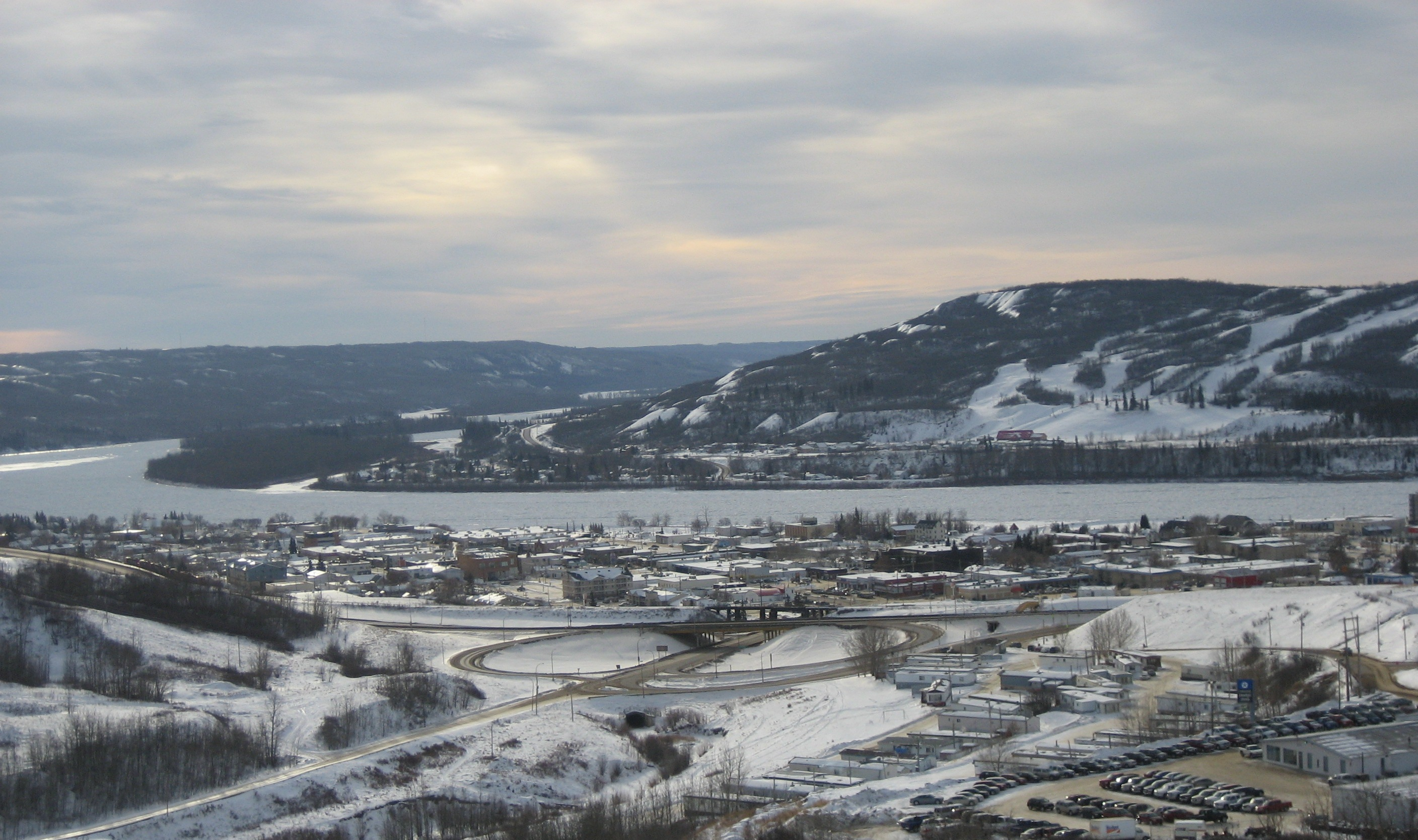
Пис-Ривер

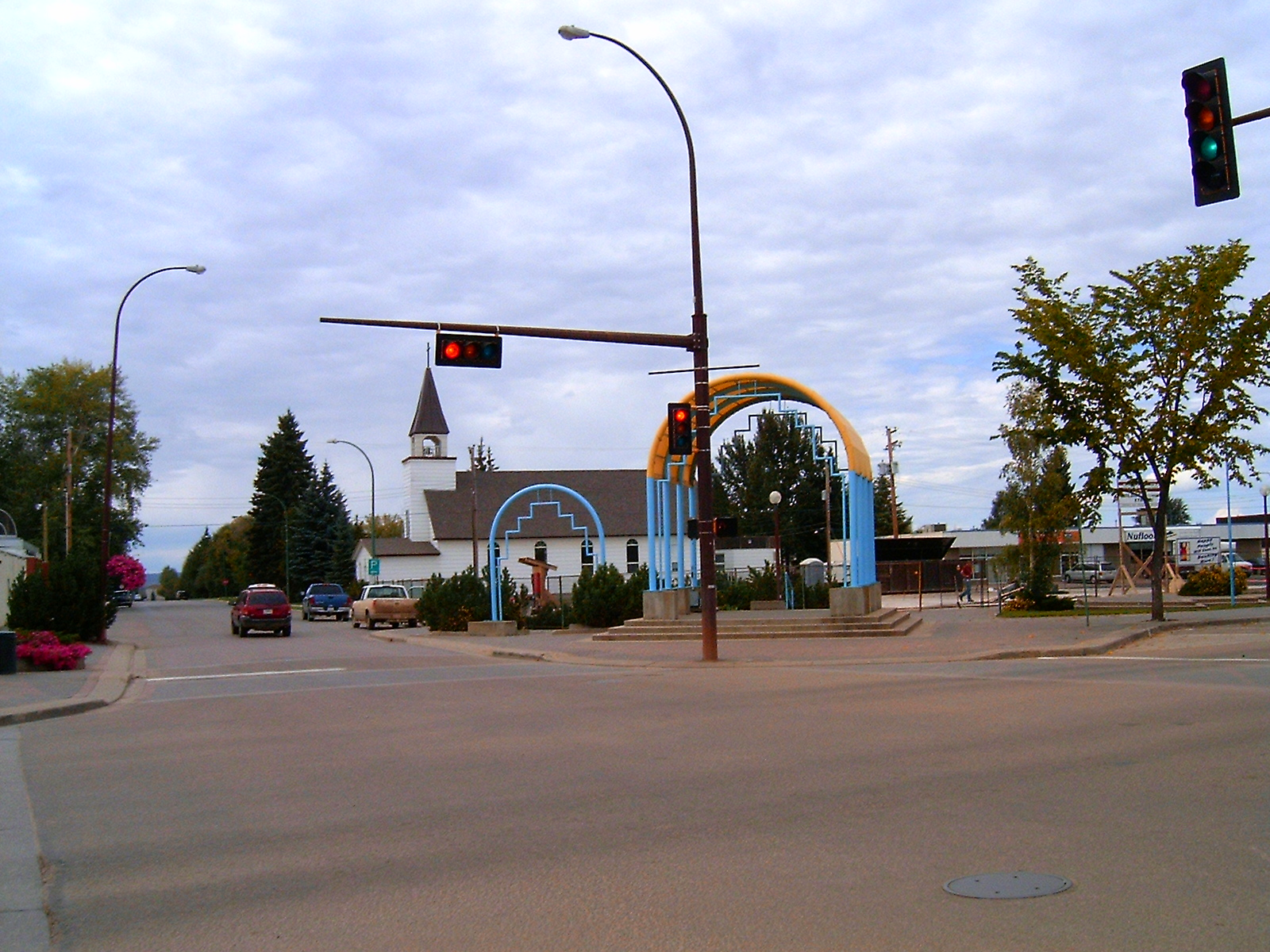
Слейв-Лейк

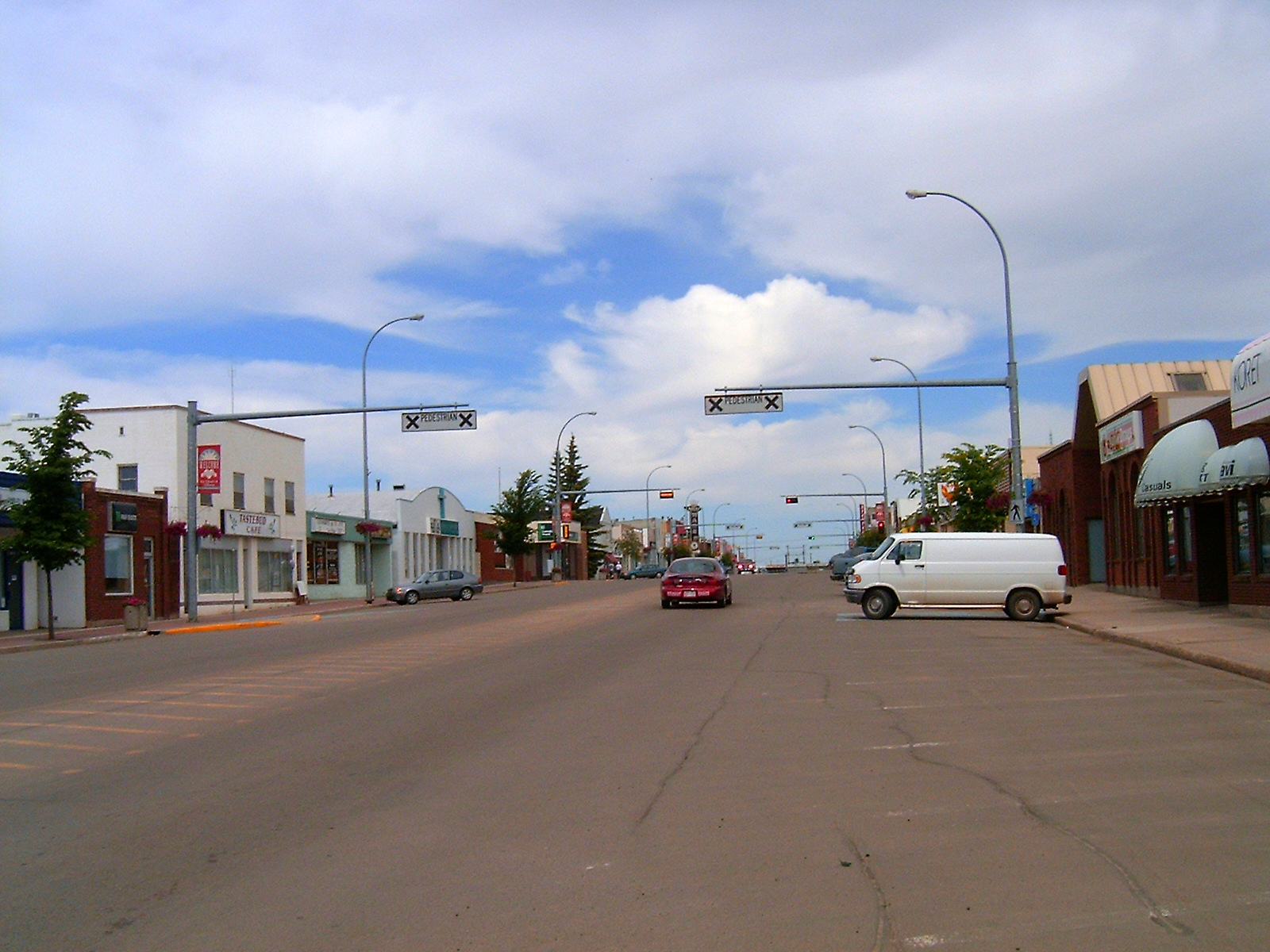
Стетлер

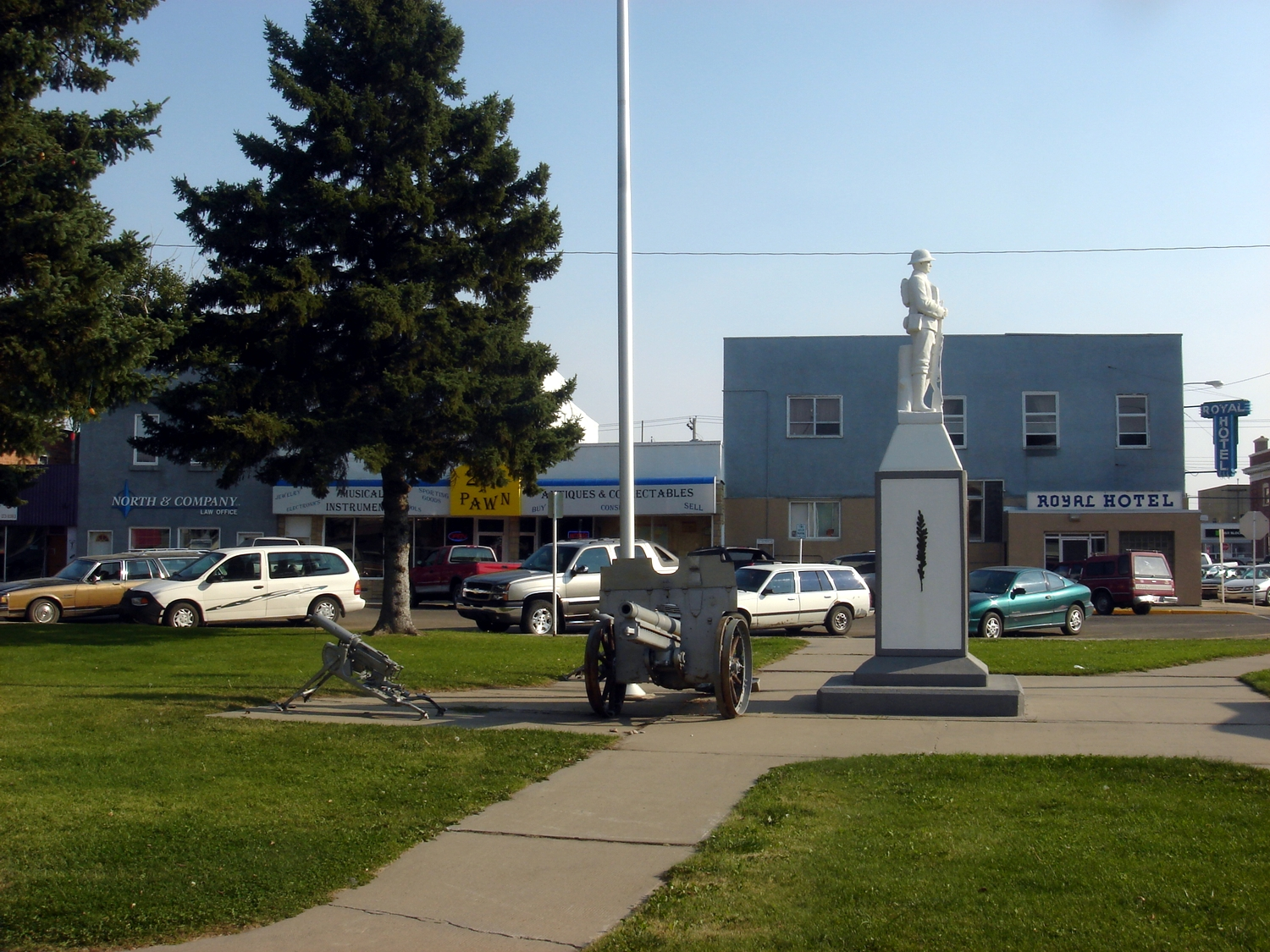
Тейбер

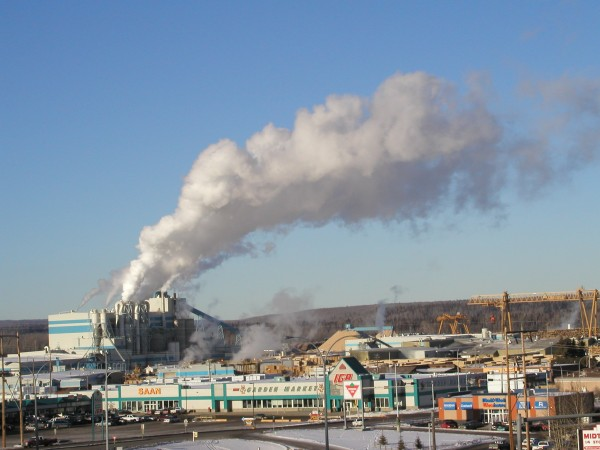
Уайткорт

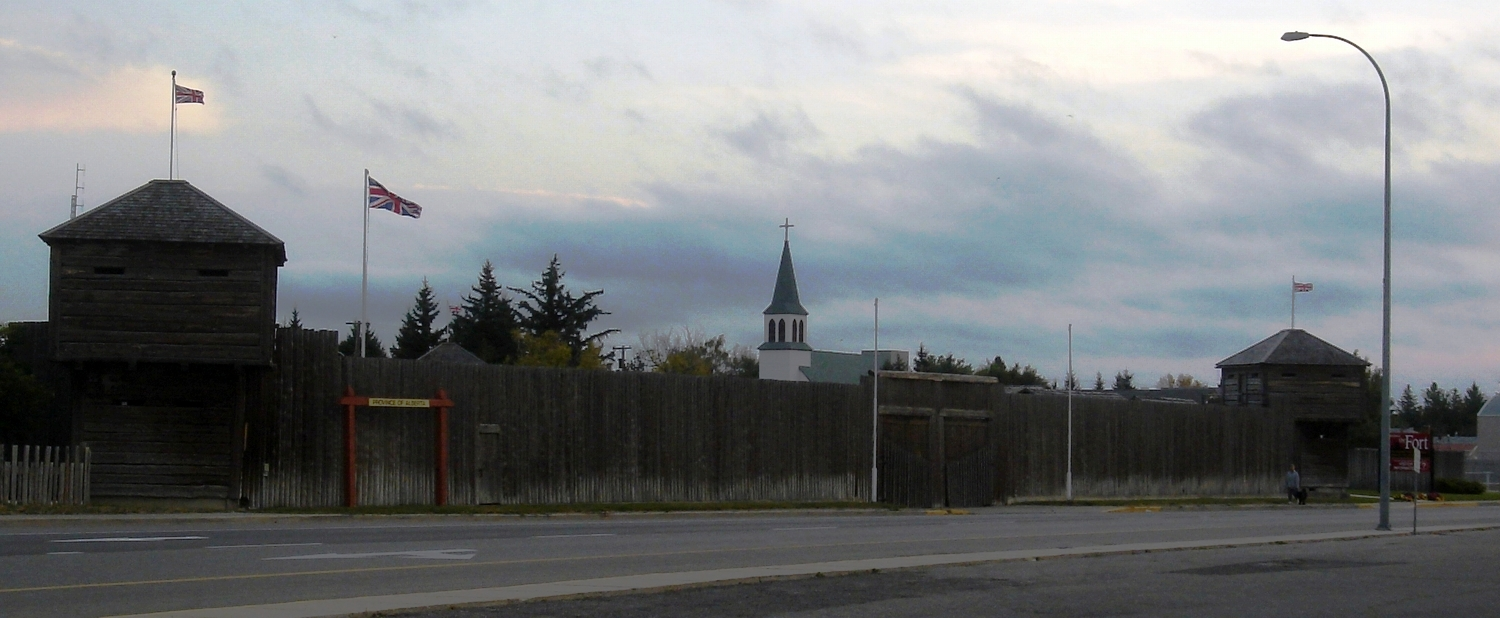
Форт-Маклауд

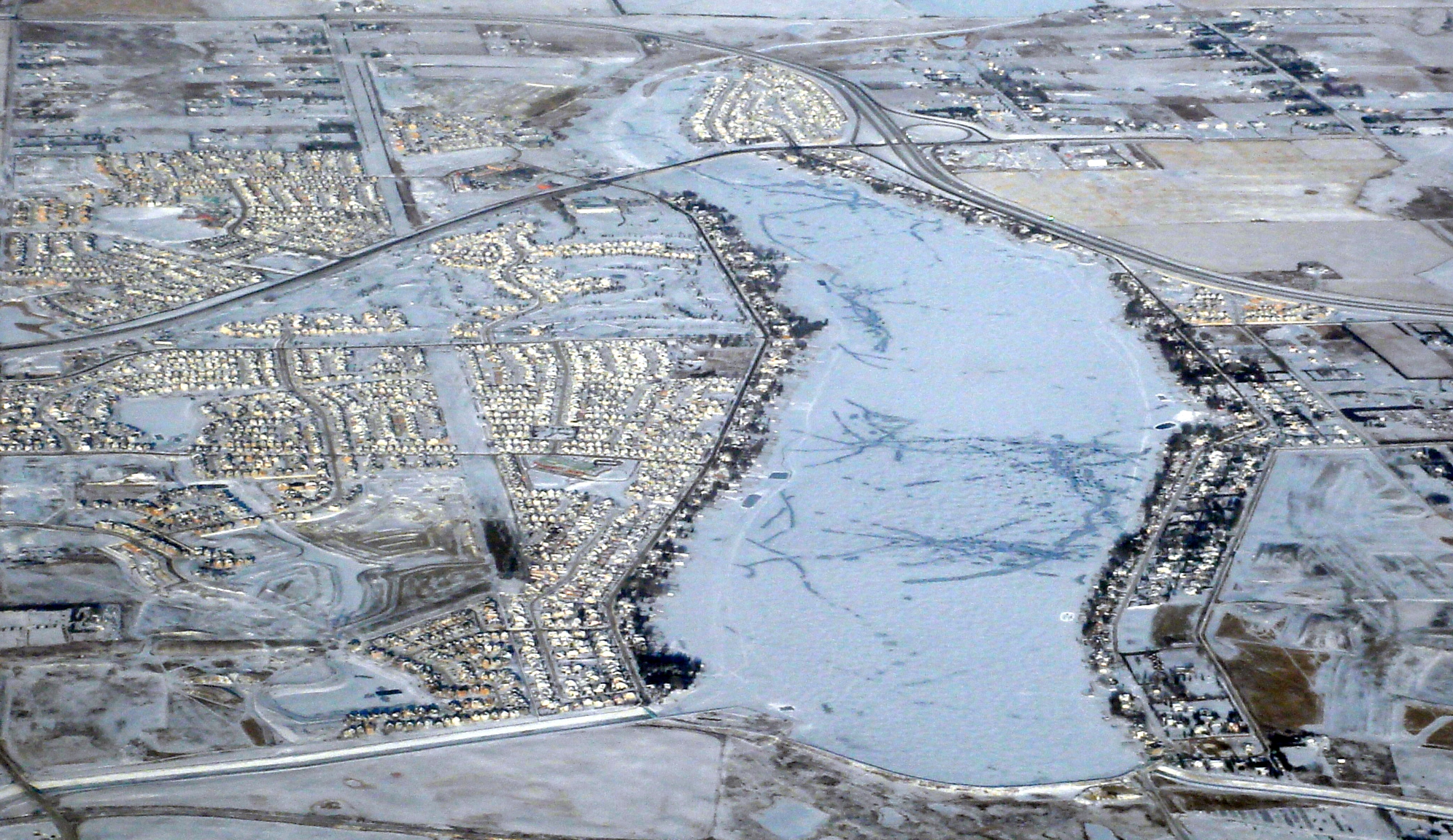
Честермир

Ниже в таблице приведён список лишь городских муниципалитетов Альберты, получивших обычный городской статус.
Муниципалитеты Кроуснест-Пасс и Джаспер отсутствуют в этом списке, так как они имеют статус не городских, а специализированных муниципалитетов.
| # А Б В Г Д Е Ё Ж З И К Л М Н О П Р С Т У Ф Х Ц Ч Ш Щ Э Ю Я |

| Название города   | Окружающая город административная единица                           | Площадь, км² (2008) | Население (городская перепись 2007—2010) | Население (федеральная перепись 2006) | Примечания                                                                              |
| ----------------- | ------------------------------------------------------------------- | ------------------- | ---------------------------------------- | ------------------------------------- | --------------------------------------------------------------------------------------- |
| Атабаска          | Графство Атабаска                                                   | 16,83               | 2734                                     | 2575                                  | Центр графства. До 4 августа 1913 Атабаска-Лэндинг                                      |
| Банф              | ПР № 9 (Банф)                                                       | 3,95                | 8721                                     | 6700                                  | Данные последней городской переписи включают теневое (непостоянное) население 1284 чел. |
| Бархед            | Графство Бархед № 11                                                | 7,77                | &&&&&&&&&&&&&&00.&&&&-0                  | 4209                                  | Центр графства                                                                          |
| Бассано           | Графство Ньюэлл № 4                                                 | 3,98                | 1390                                     | 1345                                  |                                                                                         |
| Бейшо             | Графство Камроз                                                     | 3,08                | 868                                      | 796                                   |                                                                                         |
| Бентли            | Графство Лаком                                                      | 2,48                | 1132                                     | 1083                                  |                                                                                         |
| Биверлодж         | Графство Гранд-Прери № 1                                            | 5,28                | &&&&&&&&&&&&&&00.&&&&-0                  | 2264                                  |                                                                                         |
| Блэк-Дайамонд     | Округ Футхилс № 31                                                  | 1,93                | 2308                                     | 1900                                  |                                                                                         |
| Блэкфолдс         | Графство Лаком                                                      | 7,60                | 5610                                     | 4571                                  |                                                                                         |
| Бомонт            | Графство Ледюк                                                      | 10,35               | 12 586                                   | 8961                                  |                                                                                         |
| Бон-Аккорд        | Графство Стерджен                                                   | 2,05                | &&&&&&&&&&&&&&00.&&&&-0                  | 1534                                  |                                                                                         |
| Боннивилл         | Округ Боннивилл № 87                                                | 16,75               | 6470                                     | 5832                                  | Центр округа                                                                            |
| Боу-Айленд        | Графство Форти-Майл № 8                                             | 5,74                | 1868                                     | 1790                                  |                                                                                         |
| Боуден            | Графство Ред-Дир                                                    | 3,04                | 1236                                     | 1205                                  |                                                                                         |
| Брудерхейм        | Графство Ламонт                                                     | 4,55                | &&&&&&&&&&&&&&00.&&&&-0                  | 1215                                  |                                                                                         |
| Вайкинг           | Графство Бивер                                                      | 1,99                | &&&&&&&&&&&&&&00.&&&&-0                  | 1085                                  |                                                                                         |
| Валкан            | Графство Валкан                                                     | 6,13                | &&&&&&&&&&&&&&00.&&&&-0                  | 1940                                  |                                                                                         |
| Валливью          | Округ Гринвью № 16                                                  | 7,39                | 1884                                     | 1725                                  | Центр округа                                                                            |
| Вегревилл         | Графство Минберн № 27                                               | 13,48               | 5834                                     | 5519                                  | Центр графства                                                                          |
| Вермилион         | Графство Вермилион-Ривер                                            | 13,56               | 4472                                     | 4036                                  |                                                                                         |
| Воксхолл          | Округ Тейбер                                                        | 2,59                | &&&&&&&&&&&&&&00.&&&&-0                  | 1069                                  |                                                                                         |
| Гиббонс           | Графство Стерджен                                                   | 7,51                | 2848                                     | 2642                                  |                                                                                         |
| Гранд-Каш         | Округ Гринвью № 16                                                  | 35,84               | &&&&&&&&&&&&&&00.&&&&-0                  | 3783                                  |                                                                                         |
| Грэнум            | Округ Уиллоу-Крик № 26                                              | 1,79                | 445                                      | 415                                   | До 31 марта 1908 — Ливингс                                                              |
| Гримшо            | Округ Пис № 135                                                     | 3,94                | &&&&&&&&&&&&&&00.&&&&-0                  | 2537                                  |                                                                                         |
| Девон             | Графство Ледюк                                                      | 11,82               | 6534                                     | 6256                                  |                                                                                         |
| Дейсленд          | Графство Флагстафф                                                  | 1,66                | &&&&&&&&&&&&&&00.&&&&-0                  | 818                                   |                                                                                         |
| Дидсбери          | Графство Маунтин-Вью                                                | 15,37               | 4599                                     | 4275                                  | Центр графства                                                                          |
| Драйтон-Валли     | Графство Бразо                                                      | 13,10               | &&&&&&&&&&&&&&00.&&&&-0                  | 6893                                  | Центр графства                                                                          |
| Драмхеллер        | Графство Нихилл Особый район № 2 Графство Старленд Графство Уитленд | 112,53              | &&&&&&&&&&&&&&00.&&&&-0                  | 7932                                  | Отказался от высшего статуса в 1997 после объединения с округом Бэдлендс № 7            |
| Иннисфейл         | Графство Ред-Дир                                                    | 8,48                | 7883                                     | 7316                                  |                                                                                         |
| Иррикана          | Графство Роки-Вью                                                   | 2,73                | &&&&&&&&&&&&&&00.&&&&-0                  | 1243                                  |                                                                                         |
| Калмар            | Графство Ледюк                                                      | 4,21                | 2033                                     | 1959                                  |                                                                                         |
| Канмор            | Округ Бигхорн № 8                                                   | 67,36               | 12 226                                   | 12 039                                |                                                                                         |
| Кардстон          | Графство Кардстон                                                   | 8,44                | 3578                                     | 3452                                  | Центр графства                                                                          |
| Карстэрс          | Графство Маунтин-Вью                                                | 11,00               | &&&&&&&&&&&&&&00.&&&&-0                  | 2656                                  |                                                                                         |
| Кастор            | Графство Пейнтэрт № 18                                              | 2,73                | &&&&&&&&&&&&&&00.&&&&-0                  | 931                                   | Центр графства                                                                          |
| Киллам            | Графство Флагстафф                                                  | 3,15                | &&&&&&&&&&&&&&00.&&&&-0                  | 1019                                  |                                                                                         |
| Клэрсхолм         | Округ Уиллоу-Крик № 26                                              | 7,81                | &&&&&&&&&&&&&&00.&&&&-0                  | 3700                                  |                                                                                         |
| Кокран            | Графство Роки-Вью                                                   | 31,00               | 15 424                                   | 13 760                                |                                                                                         |
| Колдейл           | Графство Летбридж                                                   | 7,98                | 6943                                     | 6177                                  |                                                                                         |
| Колхерст          | Графство Летбридж                                                   | 1,98                | 1953                                     | 1523                                  |                                                                                         |
| Коронейшен        | Графство Пейнтэрт № 18                                              | 3,69                | &&&&&&&&&&&&&&00.&&&&-0                  | 1015                                  |                                                                                         |
| Кросфилд          | Графство Роки-Вью                                                   | 4,62                | 2861                                     | 2648                                  |                                                                                         |
| Ламонт            | Графство Ламонт                                                     | 4,03                | &&&&&&&&&&&&&&00.&&&&-0                  | 1664                                  | Центр графства                                                                          |
| Лигал             | Графство Стерджен                                                   | 3,12                | &&&&&&&&&&&&&&00.&&&&-0                  | 1192                                  |                                                                                         |
| Майерторп         | Графство Лак-Сент-Ан                                                | 3,80                | &&&&&&&&&&&&&&00.&&&&-0                  | 1474                                  |                                                                                         |
| Мак-Леннан        | Округ Смоки-Ривер № 130                                             | 3,30                | &&&&&&&&&&&&&&00.&&&&-0                  | 824                                   |                                                                                         |
| Мандэр            | Графство Ламонт                                                     | 4,27                | 823                                      | 712                                   |                                                                                         |
| Маннинг           | Графство Нортерн-Лайтс                                              | 2,58                | &&&&&&&&&&&&&&00.&&&&-0                  | 1493                                  | Центр округа                                                                            |
| Милк-Ривер        | Графство Уорнер № 5                                                 | 2,33                | 846                                      | 816                                   |                                                                                         |
| Миллет            | Графство Уэтаскивин № 10                                            | 3,57                | &&&&&&&&&&&&&&00.&&&&-0                  | 2068                                  |                                                                                         |
| Моринвилл         | Графство Стерджен                                                   | 11,34               | 7636                                     | 6775                                  | Центр графства                                                                          |
| Мэграт            | Графство Кардстон                                                   | 5,68                | 2302                                     | 2081                                  |                                                                                         |
| Нантон            | Округ Уиллоу-Крик № 26                                              | 3,17                | 2124                                     | 2055                                  |                                                                                         |
| Ойен              | Особый район № 3                                                    | 4,62                | 1190                                     | 1015                                  |                                                                                         |
| Окотокс           | Округ Футхилс № 31                                                  | 19,59               | 23 201                                   | 17 145                                |                                                                                         |
| Олдс              | Графство Маунтин-Вью                                                | 15,03               | &&&&&&&&&&&&&&00.&&&&-0                  | 7248                                  |                                                                                         |
| Оноуэй            | Графство Лак-Сент-Ан                                                | 3,11                | 1021                                     | 875                                   |                                                                                         |
| Пенхолд           | Графство Ред-Дир                                                    | 2,59                | 2322                                     | 1961                                  |                                                                                         |
| Пикчур-Бьютт      | Графство Летбридж                                                   | 2,84                | 1658                                     | 1592                                  |                                                                                         |
| Пинчер-Крик       | Округ Пинчер-Крик № 9                                               | 9,45                | 3712                                     | 3625                                  | Центр округа                                                                            |
| Пис-Ривер         | Графство Нортерн-Лайтс Графство Нортерн-Санрайс Округ Пис № 135     | 27,81               | &&&&&&&&&&&&&&00.&&&&-0                  | 6315                                  | Центр округа. До 22 мая 1916 — Пис-Ривер-Кроссинг                                       |
| Понока            | Графство Понока                                                     | 13,35               | &&&&&&&&&&&&&&00.&&&&-0                  | 6576                                  | Центр графства                                                                          |
| Провост           | Округ Провост № 52                                                  | 4,48                | &&&&&&&&&&&&&&00.&&&&-0                  | 2072                                  | Центр округа                                                                            |
| Редклифф          | Графство Сайпресс                                                   | 10,49               | &&&&&&&&&&&&&&00.&&&&-0                  | 5096                                  |                                                                                         |
| Редуотер          | Графство Стерджен                                                   | 20,27               | &&&&&&&&&&&&&&00.&&&&-0                  | 2192                                  |                                                                                         |
| Реймонд           | Графство Уорнер № 5                                                 | 4,90                | 3868                                     | 3205                                  |                                                                                         |
| Рейнбоу-Лейк      | Графство Маккензи                                                   | 11,00               | 1082                                     | 965                                   |                                                                                         |
| Римби             | Графство Понока                                                     | 10,97               | 2496                                     | 2252                                  |                                                                                         |
| Роки-Маунтин-Хаус | Графство Клируотер                                                  | 12,93               | 7231                                     | 6874                                  | Центр графства                                                                          |
| Сандри            | Графство Маунтин-Вью                                                | 7,79                | &&&&&&&&&&&&&&00.&&&&-0                  | 2518                                  |                                                                                         |
| Седжуик           | Графство Флагстафф                                                  | 2,78                | &&&&&&&&&&&&&&00.&&&&-0                  | 891                                   | Центр графства                                                                          |
| Сексмит           | Графство Гранд-Прери № 1                                            | 3,47                | 2255                                     | 1959                                  |                                                                                         |
| Сент-Пол          | Графство Сент-Пол № 19                                              | 5,51                | 5632                                     | 5106                                  | Центр графства. До 15 декабря 1932 — Сен-Поль-де-Метис                                  |
| Силван-Лейк       | Графство Ред-Дир                                                    | 15,55               | 11 115                                   | 10 208                                |                                                                                         |
| Слейв-Лейк        | Округ Лессер-Слейв-Ривер № 124                                      | 16,15               | 7031                                     | 6703                                  | Центр округа                                                                            |
| Смоки-Лейк        | Графство Смоки-Лейк                                                 | 3,89                | &&&&&&&&&&&&&&00.&&&&-0                  | 1010                                  | Центр графства                                                                          |
| Спирит-Ривер      | Округ Спирит-Ривер № 133                                            | 2,28                | &&&&&&&&&&&&&&00.&&&&-0                  | 1148                                  | Центр округа                                                                            |
| Стейвли           | Округ Уиллоу-Крик № 26                                              | 1,34                | 497                                      | 435                                   |                                                                                         |
| Стетлер           | Графство Стетлер № 6                                                | 9,77                | 5843                                     | 5418                                  | Центр графства                                                                          |
| Стони-Плейн       | Графство Паркленд                                                   | 36,63               | 14 177                                   | 12 363                                |                                                                                         |
| Стратмор          | Графство Уитленд                                                    | 15,74               | 12 139                                   | 10 225                                | Центр графства                                                                          |
| Суон-Хилс         | Округ Биг-Лейкс                                                     | 25,66               | 1858                                     | 1645                                  |                                                                                         |
| Тейбер            | Округ Тейбер                                                        | 15,66               | 7821                                     | 7591                                  | Центр округа                                                                            |
| Тернер-Валли      | Округ Футхилс № 31                                                  | 5,70                | 2022                                     | 1908                                  |                                                                                         |
| Тофилд            | Графство Бивер                                                      | 6,58                | &&&&&&&&&&&&&&00.&&&&-0                  | 1876                                  |                                                                                         |
| Три-Хиллс         | Графство Нихилл                                                     | 5,62                | 3322                                     | 3089                                  | Центр графства                                                                          |
| Трошю             | Графство Нихилл                                                     | 2,02                | 1113                                     | 1005                                  |                                                                                         |
| Ту-Хилс           | Графство Ту-Хилс № 21                                               | 3,49                | 1232                                     | 1047                                  | Центр графства                                                                          |
| Уайткорт          | Графство Вудлендс                                                   | 28,50               | 9202                                     | 8971                                  | Центр графства                                                                          |
| Уэйнрайт          | Округ Уэйнрайт № 61                                                 | 9,17                | 5775                                     | 5426                                  | Центр округа                                                                            |
| Уэмбли            | Графство Гранд-Прери № 1                                            | 4,82                | &&&&&&&&&&&&&&00.&&&&-0                  | 1443                                  |                                                                                         |
| Уэстлок           | Графство Уэстлок                                                    | 13,72               | 4964                                     | 5008                                  |                                                                                         |
| Фалхер            | Округ Смоки-Ривер № 130                                             | 2,66                | &&&&&&&&&&&&&&00.&&&&-0                  | 941                                   | Центр округа                                                                            |
| Фокс-Крик         | Округ Гринвью № 16                                                  | 8,56                | &&&&&&&&&&&&&&00.&&&&-0                  | 2278                                  |                                                                                         |
| Форт-Маклауд      | Округ Уиллоу-Крик № 26                                              | 23,31               | &&&&&&&&&&&&&&00.&&&&-0                  | 3072                                  | До 1 апреля 1952 — Маклауд                                                              |
| Фэрвью            | Округ Фэрвью № 136                                                  | 9,90                | &&&&&&&&&&&&&&00.&&&&-0                  | 3297                                  | Центр округа                                                                            |
| Хай-Левел         | Графство Маккензи                                                   | 20,86               | &&&&&&&&&&&&&&00.&&&&-0                  | 3887                                  |                                                                                         |
| Хай-Прери         | Округ Биг-Лейкс                                                     | 5,38                | 2836                                     | 2750                                  | Центр округа                                                                            |
| Хай-Ривер         | Округ Футхилс № 31                                                  | 12,84               | 11 783                                   | 10 716                                | Центр округа                                                                            |
| Ханна             | Особый район № 2                                                    | 8,19                | &&&&&&&&&&&&&&00.&&&&-0                  | 2847                                  | Центр особого района                                                                    |
| Хардисти          | Графство Флагстафф                                                  | 4,16                | &&&&&&&&&&&&&&00.&&&&-0                  | 760                                   |                                                                                         |
| Хинтон            | Графство Йеллоухед                                                  | 23,90               | 9825                                     | 9738                                  |                                                                                         |
| Честермир         | Графство Роки-Вью                                                   | 8,23                | 14 285                                   | 9564                                  | До 1 марта 1993 — Честермир-Лейк                                                        |
| Эдсон             | Графство Йеллоухед                                                  | 26,33               | &&&&&&&&&&&&&&00.&&&&-0                  | 8098                                  | Центр графства                                                                          |
| Эквилл            | Графство Лаком                                                      | 1,61                | 1002                                     | 951                                   |                                                                                         |
| Элк-Пойнт         | Графство Сент-Пол № 19                                              | 1,94                | 1512                                     | 1487                                  |                                                                                         |

## Изменения статуса

### Изменение высшего статуса
В прошлом ещё три населённых пункта в Альберте имели высший городской статус. Город Страткона повысил свой городской статус 15 марта 1907, а 1 февраля 1912 объединился с Эдмонтоном. Форт-Мак-Марри повысил городской статус 1 сентября 1980, но 1 апреля 1995 стал зоной городского обслуживания вследствие объединения с природоохранным районом (ПР) № 143. Город Драмхеллер получил высший городской статус 3 апреля 1930 (ещё до введения современных требований о численности населения, превышающей 10 000 чел.), но 1 января 1998, в связи с объединением с окружающим его округом Бэдлендс № 7, он снова стал обычным городским муниципалитетом.
| Населённый пункт | Предыдущий городской статус | Дата повышения статуса | Дата последующего изменения статуса | Последующий городской статус |
| ---------------- | --------------------------- | ---------------------- | ----------------------------------- | ---------------------------- |
| Драмхеллер       | Город                       | 3 апреля 1930          | 1 января 1998                       | Город                        |
| Страткона        | Город                       | 15 марта 1907          | 1 февраля 1912                      | Объединение городов          |
| Форт-Мак-Марри   | Новый город                 | 1 сентября 1980        | 1 апреля 1995                       | Зона городского обслуживания |

### Новые города
Новый город (англ. New Town) — вышедший из употребления городской статус в Альберте. Муниципалитет мог организоваться как новый город по Закону о новых городах из главы 39 Законов Альберты (1956).
С 1956 по 1967 статус нового города получило не менее 11 муниципалитетов. Драйтон-Валли был основан как деревня, а через шесть месяцев после основания стал первым муниципалитетом в Альберте, получившим статус нового города. Драйтон-Валли стал также муниципалитетом, который имел статус нового города самое непродолжительное время — восемь месяцев с 1 июня 1956 по 1 февраля 1957.
Последним муниципалитетом, получившим статус нового города, 19 июля 1967 стал Фокс-Крик. До этого Фокс-Крик когда-то уже был городом. Он оставался новым городом шестнадцать лет до 1 сентября 1983, когда получил обычный статус города.
Последним муниципалитетом, отказавшимся от статуса нового города, стал Рейнбоу-Лейк. Он сменил этот статус на обычный статус города в 1994, когда многочисленные бывшие законы, подготовленные Министерством городских дел Альберты, вошли в состав современного Закона о городском управлении. Рейнбоу-Лейк имел статус нового города самое продолжительное время — почти 28 лет с 1 сентября 1966 по 2 мая 1994.
Ниже приведён список 11 муниципалитетов, когда-то имевших статус нового города. 10 из них — это ресурсные населённые пункты на севере или западе Северной Альберты, основанные незадолго до получения ими статуса нового города. Единственным поселением, расположенным за пределами Северной Альберты, был Сент-Альберт, ставший муниципалитетом ещё 7 декабря 1899.
| Населённый пункт | Предыдущий муниципальный статус | Дата образования нового города | Дата последующего изменения статуса | Последующий муниципальный статус | Примечания |
| ---------------- | ------------------------------- | ------------------------------ | ----------------------------------- | -------------------------------- | --- |
| Гранд-Каш        | Без самоуправления              | 1 сентября 1966                | 1 сентября 1983                     | Город                            | |
| Драйтон-Валли    | Деревня                         | 1 июня 1956                    | 1 февраля 1957                      | Город                            | |
| Лоджпоул         | Без самоуправления              | 1 июля 1956                    | 1 марта 1970                        | Деревня (без самоуправления)     | Лишён статуса, так как развитие в Лоджпоуле «в недостаточной степени удовлетворяло требованиям Закона о городском управлении для образования города или деревни с самоуправлением» |
| Рейнбоу-Лейк     | Без самоуправления              | 1 сентября 1966                | 2 мая 1994                          | Город                            | |
| Сент-Альберт     | Город                           | 1 января 1957                  | 3 июля 1962                         | Город                            | 1 января 1977 повысил свой городской статус |
| Суон-Хилс        | Без самоуправления              | 1 сентября 1959                | 1 января 1967                       | Город                            | |
| Уайткорт         | Деревня                         | 1 июня 1956                    | 1 февраля 1957                      | Город                            | |
| Фокс-Крик        | Без самоуправления              | 19 июля 1967                   | 1 сентября 1983                     | Город                            | |
| Форт-Мак-Марри   | Город                           | 30 июня 1964                   | 1 сентября 1980                     | Город (высший статус)            | Позднее 1 апреля 1995 отказался от высшего статуса и стал зоной городского обслуживания                                                                                            |
| Хай-Левел        | Деревня (без самоуправления)    | 1 июня 1965                    | 1 сентября 1983                     | Город                            | |
| Хинтон           | Деревня (без самоуправления)    | 1 ноября 1956                  | 29 декабря 1958                     | Город                            | |

## Право на получение городского статуса
В настоящее время лишь одна деревня обладает правом на получение обычного городского статуса — это Стерлинг, население которого — 1106 чел. Деревня Торсби также может рассчитывать на получение городского статуса, если по следующей переписи в ней будет зафиксировано не менее 1000 жителей.
Городской статус также могут получить не менее шести деревень без самоуправления — Клэрмонт, Форт-Чипевайан, Ла-Крит, Лак-Ла-Биш, Лэнгдон и Уобаска.

## Право на повышение городского статуса
В настоящее время правом на получение высшего городского статуса обладают девять городов с обычным статусом, численность населения которых превышает 10 000 чел.: Бомонт, Канмор, Кокран, Окотокс, Силван-Лейк, Стони-Плейн, Стратмор, Хай-Ривер и Честермир.
В Стратморе во время городской переписи 2010 жителей опрашивали на предмет получения повышения статуса города. Из 4912 опрошенных домохозяйств 1784 (36 %) поддержали повышение статуса к столетию города, а 1434 (29 %) не одобрили эту идею. Дальнейшее обсуждение получения высшего статуса продолжится не ранее середины 2011 года.
Недавно интерес в повышении городского статуса выразил город Хинтон, так как численность его населения скоро должна достичь 10 000 чел.
Две зоны городского обслуживания Альберты — Форт-Мак-Марри и Шервуд-Парк — также имеют право на получение высшего городского статуса. Как отмечено выше, до объединения с ПР № 143 1 апреля 1995 Форт-Мак-Марри уже имел высший статус. Шервуд-Парк, между тем, оставался деревней с самого своего основания в 1955 и до 1987, когда 89 % жителей графства Страткона проголосовало за сохранение отдельного муниципального управления для Шервуд-Парка и сельской части графства. Если Форт-Мак-Марри и Шервуд-Парк решат получить высший городской статус, то они займут пятое и шестое место, соответственно, среди крупных городов Альберты по численности населения.